# Парсонс, Джон Уайтсайд
Джон (Джек) Уа́йтсайд Па́рсонс (англ. John Whiteside «Jack» Parsons, при рождении Ма́рвел Уа́йтсайд Па́рсонс) (2 октября 1914, Лос-Анджелес, Калифорния, США — 17 июня 1952, Пасадина, округ Лос-Анджелес, Калифорния, США) — американский инженер-ракетостроитель, химик и оккультист-телемит.

## Биография
Парсонс родился в Лос-Анджелесе и вырос в зажиточной семье в Пасадине на Орандж-Гроув авеню. Ещё в детстве, будучи вдохновлён научно-фантастической литературой, начиная с 1928 года вместе со своим школьным другом Эдом Форманом он проявил большой интерес к любительскому ракетостроению. Парсонс бросил учёбу в Пасаденском городском колледже и Стэнфордском университете из-за денежных трудностей во время Великой депрессии, и в 1934 году вместе с Форманом и окончившим Калифорнийский технологический институт инженером-ракетостроителем Френком Малиной при поддержке Теодора фон Кармана создали в составе Авиационной лаборатории Гуггенхайма (GALCIT) исследовательскую группу по ракетной технике. Будучи связан с Калифорнийским технологическим институтом, Парсонс стал одним из главных основателей Лаборатории реактивного движения и ракетостроительной корпорации Aerojet. Парсонс участвовал в разработке ранних жидкостных и твердотопливных ракетных двигателей.
В 1939 году их группа получила финансирование от Национальной академии наук США на создание системы взлёта с реактивными ускорителями (JATO) для Вооружённых сил США. После вступления США во Вторую мировую войну для развития и продажи своей технологии JATO они основали компанию Aerojet; в 1943 году их группа в GALCIT была преобразована в Лабораторию реактивного движения (ЛРД).
После кратковременного увлечения марксизмом в 1939 году, Парсонс перешёл к телеме, созданной английским оккультистом Алистером Кроули. В 1941 году вместе со своей первой женой Хелен Нортруп Парсонс присоединился к ложе «Агапе», являющейся калифорнийским отделением телемитского Ордена восточных тамплиеров (O.T.O.), где уже в следующем году по предложению Кроули сменил Уилфреда Тэлбота Смита на посту руководителя и управлял ложей из своего особняка на Орандж-Гроув авеню. В 1944 год Парсонс был уволен из Лаборатории реактивного движения и Aerojet из-за скандалов, возникших вокруг ложи.
В 1945 году развёлся с Хелен после своего знакомства с её сестрой Сарой; когда Сара оставила его ради Лафайета Рональда Хаббарда, Парсонс провёл практики Бабалон, целью которых было призвание на Землю телемитской богини Бабалон. Вместе с Хаббардом он продолжил проведение этого ритуала с Марджори Кэмерон, на которой в 1946 году женился. После того как Хаббард и Сара присвоили себе его денежные сбережения, Парсонс ушёл из O.T.O. и сменил множество работ прежде чем стал работать консультантом по ракетной программе Армии обороны Израиля. Во время маккартизма Парсонс был обвинён в шпионаже и больше не мог заниматься ракетостроением. Он погиб в 1952 году в возрасте 37 лет из-за взрыва, произошедшего в его домашней лаборатории, который привлёк широкое внимание средств массовой информации; полиция в ходе расследования пришла к выводу, что это был несчастный случай, хотя его сподвижники полагали, что произошло самоубийство или убийство.
Оккультные и либертарианские полемические работы Парсонса были опубликованы посмертно, а западные эзотерические и контркультурные круги назвали его одной из самых значительных фигур в распространении телемы в Северной Америке. Несмотря на то, что его научная деятельность вызывала незначительный интерес, в последующие десятилетия историки признали вклад Парсонса в становление ракетостроения США, включая создание Лаборатории реактивного движения и Aerojet, а также отстаивание им идей освоения космоса и пилотируемых космических полётов. Было написано несколько его биографий, а также художественные произведения о нём.

### Детство и юность, 1914—1934 годы
Марвел Уайтсайд Парсонс родился 2 октября 1914 года в Больнице доброго самаритянина в Лос-Анджелесе. Его родители, Рут Вирджиния Уайтсайд (около 1893—1952) и Марвел Х. Парсонс (около 1894—1947), переехали в Калифорнию из Массачусетса за год до этого, купив дом на Скарф-стрит в даунтауне Лос-Анджелеса. Их сын был тёзкой отца, но в семье назвался Джеком. Брак распался вскоре после его рождения, когда Рут обнаружила, что Марвел-старший многократно пользовался услугами проституток и в марте 1915 года подала на развод. Отец Парсонса вернулся в Массачусетс после того, как его объявили прелюбодеем, а Рут запретила ему общаться с Джеком. Марвел-старший позднее служил в армии, где получил звание майора, а также снова женился. В этом браке у него родился сын, которого назвали Чарльзом, Парсонс увиделся с ним лишь однажды. Несмотря на то, что Рут сохранила фамилию бывшего мужа, она стала называть сына Джоном, в то время как многие друзья знали его как Джека. Родители Рут — Уолтер и Кэтрин Уайтсайд переехали в Калифорнию, чтобы быть вместе с ней и внуком, где на собственные средства на Орандж-Гроув авеню (также известную как «Миллионерская миля») приобрели для всеобщего проживания элитный дом. Джек был окружён домашней прислугой. Имея мало друзей, он проводил детством в одиночестве и поэтому много времени читал, проявляя особый интерес к мифологическим произведениям, легендам о короле Артуре и сборнику сказок «Тысяча и одна ночь». Благодаря произведениям Жюля Верна он увлёкся научной фантастикой и с упоением читал такие макулатурные журналы Amazing Stories, что рано привело к интересу в области любительского ракетостроения.
В возрасте двенадцати лет Парсонс начал посещать Вашингтонскую среднюю школу (англ. Washington Junior High School), где испытывал трудности в учёбе, что биограф Джордж Пендл связывал с недиагностированной дислексией, и подвергался травле из-за своего более высокого социального статуса и изнеженности. Несмотря на своё положение изгоя, Парсонсу удалось завязать крепкую дружбу с Эдвардом Форманом, мальчика из неблагополучной семьи рабочих, который защищал его от задир и в то же самое время разделял его увлечение научной фантастикой и любительским ракетостроением. В 1928 году Парсонс и Форман, взявшие себе в качестве девиза крылатое латинское изречение per aspera ad astra (лат. через тернии к звёздам), начали опыты с самодельными ракетами на дымном порохе в близлежащем с рекой Арройо-Секо каньоне и в саду позади дома семьи Парсонса, который покрылся воронками от произведённых взрывов. Они широко использовали в своих ракетах распространённые в то время фейерверки, такие как вишнёвые бомбы, а кроме того Парсонс предложил использовать клей в качестве связующего вещества для повышения качества ракетного топлива. Исследование углубилось после того как они начали использовать алюминиевую фольгу для лучшего выброса пороха. Кроме того Парсонс начал заниматься изучением оккультизма и совершил ритуал в своей спальне с целью призвать дьявола; он был обеспокоен тем, что призыв оказался успешным и испугавшись прекратил эту деятельность. В 1929 году Парсонс начал обучение в средней школе Джона Мьюира, где дружил только с Форманом и занимался фехтованием и стрельбой из лука. После того, как Парсонс стал не успевать в учёбе, мать перевела его в Брауновскую военную академию для мальчиков — частную школу-интернат в Сан-Диего — откуда его исключили за взрыв устроенный в туалете.

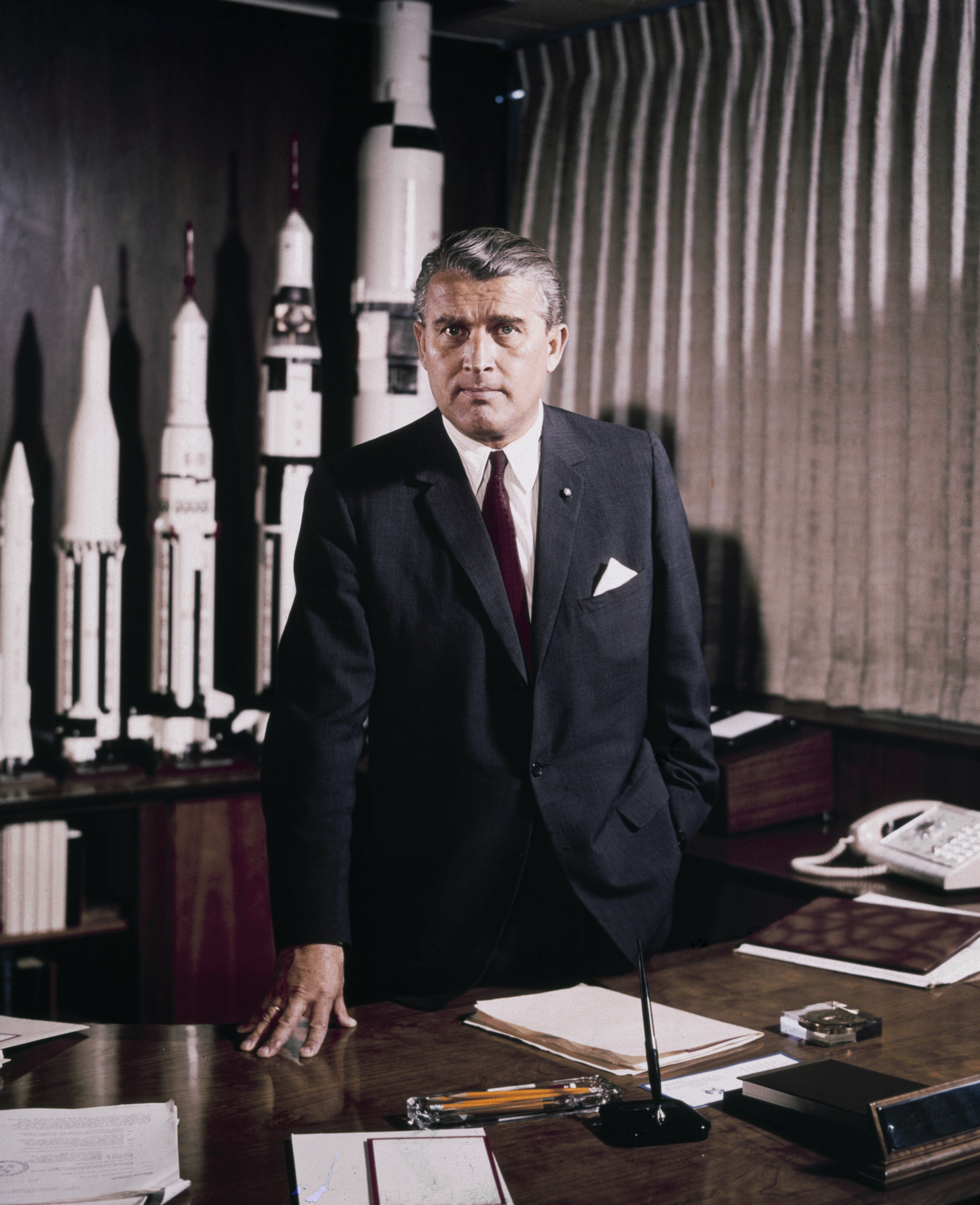
С Вернером фон Брауном молодой Парсонс мог часами разговаривать по телефону о ракетостроении и собственных исследованиях в этой области

Семья Парсонса провела половину 1929 года в поездке по Европе, а после возвращения в Пасадену обосновалась в доме на Сан-Рафаэль авеню. С наступлением Великой депрессии их состояние начало уменьшаться, а в июле 1931 года умер его дед Уолтер. Парсонс начал учиться в Университетской школе (англ. University School), частном либеральном институте, который использовался нетрадиционный подход к обучению. Здесь Парсонс достиг значительных успехов в учёбе, особенно в химии, внимание на которой заострили преподаватели-выпускники Калифорнийского технологического института, стал редактором школьной газеты El Universitano и получил премию за литературные достижения. Из-за усиливающихся в семье финансовых трудностях Парсонс начал работать в выходные и на каникулах в офисах военно-химической компании Hercules Powder Company, где он узнал больше о взрывчатых веществах и их возможном использовании в ракетных двигателях. Совместно с Форманом Парсонс продолжал в свободное время заниматься постройкой и запуском самодельных ракет, иногда используя для этих целей материалы украденные с работы. Вскоре они построили твердотопливный ракетный двигатель, а также состояли в переписке с такими первопроходцами в области ракетостроения, как Роберт Х. Годдард, Германн Оберт, Константин Эдуардович Циолковский, Вилли Лей и Вернер фон Браун.
Парсонс окончил Университетскую школу в 1933 году и переехал с матерью и бабушкой в более скромный дом на Сент-Джон-авеню, где продолжал заниматься литературой и поэзией. Затем он поступил в Пасаденский городской колледж, надеясь получить степень ассоциата по физике и химии, но бросил проучившись семестр, из-за сложного материального положения и стал работать на постоянной основе в Hercules Powder Company. Здесь он был направлен на работу завод в городе Геркулес расположенном в заливе Сан-Франциско, где получал довольно приличную заработную плату в размере 100 долларов в месяц, хотя и страдал от головных болей, вызванных воздействием нитроглицерина. Он копил деньги, надеясь продолжить научные исследования и получить степень в химии в Стэнфордском университете, но пришёл к выводу, что стоимость обучения неподъёмна, и поэтому вернулся в Пасадену.

### Исследовательская группа ракетной техники GALCIT и дело Кайнетта: 1934—1938 годы

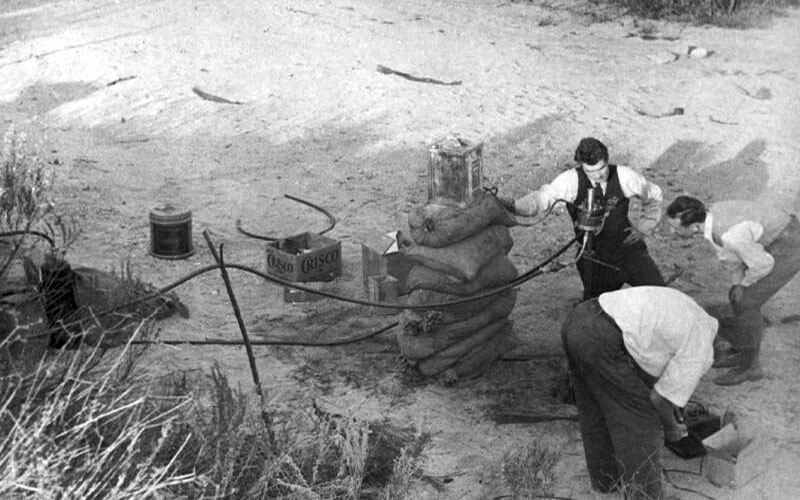
Парсонс (в центре) с коллегами по Авиационной лаборатории Гуггенхайма (GALCIT) в каньоне у реки Арройо-Секо, 31 октября 1936. Лаборатория реактивного движения обозначила проведение данного опыта как день своего рождения

Надеясь получить доступ к новейшим достижениям Калифорнийского технологического института для своих исследований в области ракетостроения, Парсонс и Форман посетили лекции Уильяма Боллей — аспиранта, специализировавшегося на ракетопланах — о работе австрийского инженера-ракетостроителя Евгения Зангера и гипотетическом надстратосферном самолёте, и обратились к нему рассказав о своём интересе к разработке жидкостного ракетного двигателя. Боллей перенаправил их к другому аспиранту — Френку Малине, математику и инженеру-механику, пишущему диссертацию о ракетных двигателях, который нашёл, что у них есть общие исследовательские интересы и вскоре они стали друзьями. Парсонс, Форман и Малина подали совместную заявку на финансирование от Калифорнийского технологического института; они не стали указывать, что их конечной целью является разработка ракеты для освоения космоса, осознав, что большая часть научного сообщества посчитали бы такую идею из разряда научной фантастики. Несмотря на то, что сотрудник института Кларк Бланшард Милликан немедленно отмежевался от них, научный руководитель Малины Теодор фон Карман увидел перспективу в этой заявке и согласился дать разрешение на поддержку со стороны Авиационной лаборатории Гуггенхайма (GALCIT). Назвав себя исследовательской группой ракетной техники GALCIT они получили доступ к специализированному оборудованию Калифорнийского технологического института, хотя из-за Великой депрессии Карман не смог оказывать им финансовую поддержку.
Трио сосредоточило свои умения на совместной разработке ракет; Парсонс был химиком, Форман — токарем, а Малина — техническим теоретиком. Малина писал в 1968 году, что самообразованному Парсонсу «не хватало дисциплины формального высшего образования, [но] было в наличие свободного и плодотворного воображения».
Самоучки Парсонс и Форман, которые, как отметил Джеффри Лэндис, «были готовы опробовать любую идею, пришедшую им на ум», расходились с Малиной, чей подход основывался на научной дисциплине, как отмечал Карман. Лэндис пишет, что их творчество «удерживало сосредоточенность Малины на создании реальных ракетных двигателей, а не только на решении уравнений на бумаге». Разделяя социалистические ценности, они действовали на равноправной основе; Малина учил их научной методологии, и они учили его прикладному ракетостроению. Они часто проводили вместе время, курили марихуану и пили, а кроме того Малина и Парсонс приступили к написанию сценария в жанре полуавтобиографической фантастики с сильными антикапиталистическими и пацифистскими темами, который они намеревались передать Голливуду.

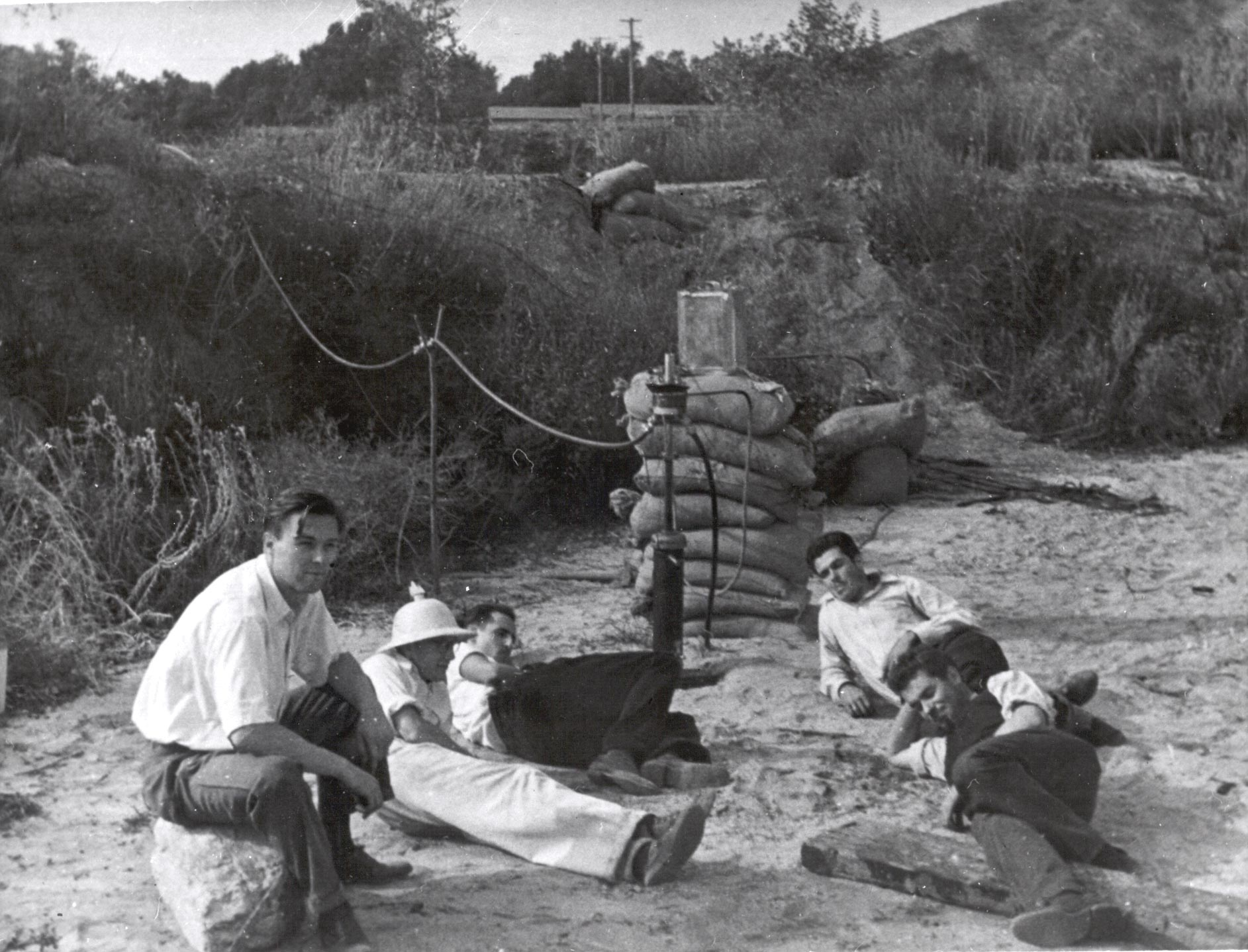
Члены и исследовательской группа ракетной техники GALCIT в каньоне у реки Арройо-Секо, ноябрь 1936. Слева на право: Рудольф Шотт, Амо Смит, Френк Малина, Эд Форман, Джек Парсонс

Парсонс познакомился с Хелен Нортруп в местной церкви и в июле 1934 года сделал предложение. Она согласилась, и они в апреле 1935 года они поженились в Маленькой церкви цветов в Форест-Лаун (Глендейл), перед тем, как провести короткий медовый месяц в Сан-Диего. Они поселились в Пасадене в доме на Саут-Террасе-драйв, а Парсонс получил работу в отделении в Саугус компании Halifax Powder Company производящей взрывчатые вещества. К большому ужасу для жены Парсонс большую часть своего заработка тратил на развитие исследовательской группы ракетной техники GALCIT. Для получения дополнительных средств он производил в домашних условиях нитроглицерин, построив на крыльце лабораторию. Однажды он даже заложил обручальное кольцо Хелен и часто просил своих родственников дать деньги взаймы.

Малина рассказывал, что «Парсонс и Форман были не слишком довольны серьёзной программой, которая не включала, по крайней мере, запуска модельных ракет», но их группа всё же пришла к согласию, что прежде чем перейти к более сложным исследованиям необходимо хотя бы разработать бесперебойно работающий двигатель. Они связались с Робертом Годдаром, первопроходцем в области создания жидкостного ракетного двигателя, и он встретился с Малиной в Розуэлле, но не выразил желания работать сообща — сдержанно рассказывая о своих исследованиях и широко подвергаясь насмешкам за свою работу в ракетной технике. Тогда они присоединились к выпускникам и аспирантам Калифорнийского технологического института — Аполло Смиту, Карлосу Вуду, Марку Мьюиру Миллсу, Фреду Миллеру, Уильяму Рокфеллеру и Рудольфу Шотту; Шотт предоставил своё пикап для перевозки оборудования. Первое испытание жидкостного ракетного двигателя было ими произведено 31 октября 1936 года у плотины «Врата дьявола» в каньоне у реки Арройо-Секо. Биограф Парсонса Джон Картер следующим образом описал испытываемое устройство: 
кислород поступал с одной стороны, а метиловый спирт (топливо) с азотом — с другой. Пока топливо горело, ракета охлаждалась водой. Напор реактивной струи растягивал откалиброванную пружину. Деформация пружины позволяла определить приложенную к ней силу. Маленький алмазный наконечник на приборе царапал стеклянную пластину, отмечая самую дальнюю точку деформации Ракета и ракетная пусковая установка были защищены мешками с песком, а баки с топливом (и экспериментаторы) находились далеко от неё. Оригинальный текст (англ.)oxygen flowing from one side, with methyl alcohol (the fuel) and nitrogen flowing from the other side. Water cooled the rocket during the burn. Thrust pulled down a spring which measured force. The deflection of the spring measured the force applied to it. A small diamond tip on the apparatus scratched a glass plate to mark the furthest point of deflection. The rocket and mount were protected by sandbags, with the tanks (and the experimenters) well away from it.
Три раза попытки запуска ракеты оканчивались неудачей; в четвёртый раз струя кислорода внезапно воспламенилась, чуть не попав в члена исследовательской группы. Они продолжали свои опыты на протяжении всей последней четверти 1936 года; после того, как в январе 1937 года последний пробный запуск увенчался успехом, фон Карман согласился с тем, что теперь они могут проводить свои будущие опыты на особом испытательном стенде в кампусе.

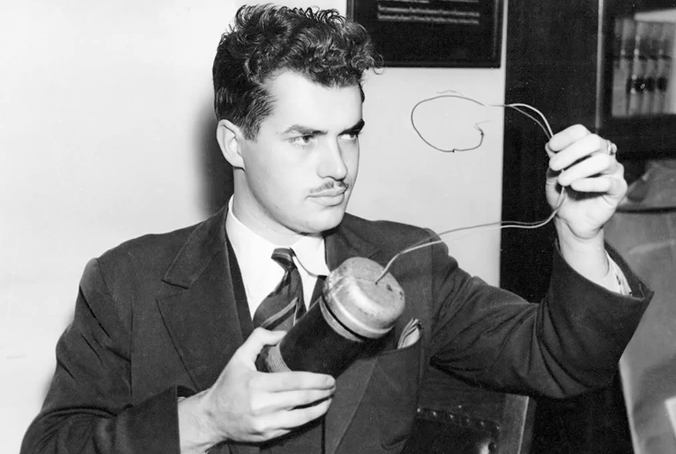
Парсонс в мае 1938, держит модель автомобильной бомбы, использовавшуюся в судебном процессе главы полицейской разведки Лос-Анджелеса капитана Эрла Кайнетта

В апреле 1937 года в исследовательской группе Парсонса присоединился математик из Калифорнийского технологического института Цянь Сюэсэнь. Спустя несколько месяцев также присоединился сварщик Арнольд, лаборант Калифорнийского технологического института, который также работал в качестве официального фотографа группы. Основной причиной назначения Арнольда на эту должность было предоставление ему пожертвования от имени анонимного благодетеля. Участники группы получили известность как на территории кампуса, получив прозвище «отряд самоубийц» из-за своих опасных опытов, так и за его пределами после того как привлекли к себе внимание местных СМИ. Сам Парсонс получил дополнительную рекламу в СМИ как эксперт по взрывчатым веществам во время судебного процесса главы полицейской разведки Лос-Анджелеса капитана Эрла Кайнетта, который обвинялся в покушении на убийство с помощью автомобильной бомбы частного сыщика и бывшего детектива Департамента полиции Лос-Анджелеса Гарри Раймонда, уволенного из полиции после заявления о существующей в ней коррупции. Когда Кайнетт был признан виновным в основном благодаря показаниям Парсонса, в том числе благодаря его следственному эксперименту с бомбой и взрывом автомобиля, в глазах общественности Парсонс стал восприниматься как эксперт-исследователь, несмотря на отсутствие формального университетского образования. Работая в Калифорнийском технологическом институте, Парсонс поступил на вечернее обучение по химии в Университет Южной Калифорнии, но будучи всецело поглощён работой в Авиационной лаборатории Гуггенхайма, он посещал занятия время от времени и получал удовлетворительные оценки.
К началу 1938 года исследовательская группа сумела создать ракетный двигатель, который первоначально прогорая за три секунды, работал целую минуту. В мае того же года Парсонс был приглашён Форрестом Акерманом для прочтения лекции по ракетостроительству в Лос-Анджелесской научно-фантастической лиге (LASFL). И хотя он никогда не вступал в это общество, но посещал его заседания и однажды даже беседовал с совсем ещё юным будущим писателем-фантастом Рэем Брэдбери.
Ещё одним учёным, участвовавшим в проекте GALCIT, был Сидни Вейнбаум, еврейский беженец из Европы, который был ярым марксистом. Он руководил Парсонсом, Малиной и Цянем в создании ими в Калифорнийском технологическом институте тайного дискуссионного коммунистической кружка, который получил известность как Профессиональная группа 122 Коммунистической партии Пасадены. И хотя Парсонс подписался на People's Daily World и вступил в Американский союз защиты гражданских свобод, но он отказался стать членом Коммунистической партии США, что положило конец его дружбе с Вейнбаумом. Это, в сочетании с необходимостью сосредоточиться на оплачиваемой работе, привело к отходу с дела значительной части участников исследовательской группы, оставив к концу 1938 года только трёх её членов-основателей.

### Увлечение телемой; создание JATO и основание Aerojet: 1939—1942 годы

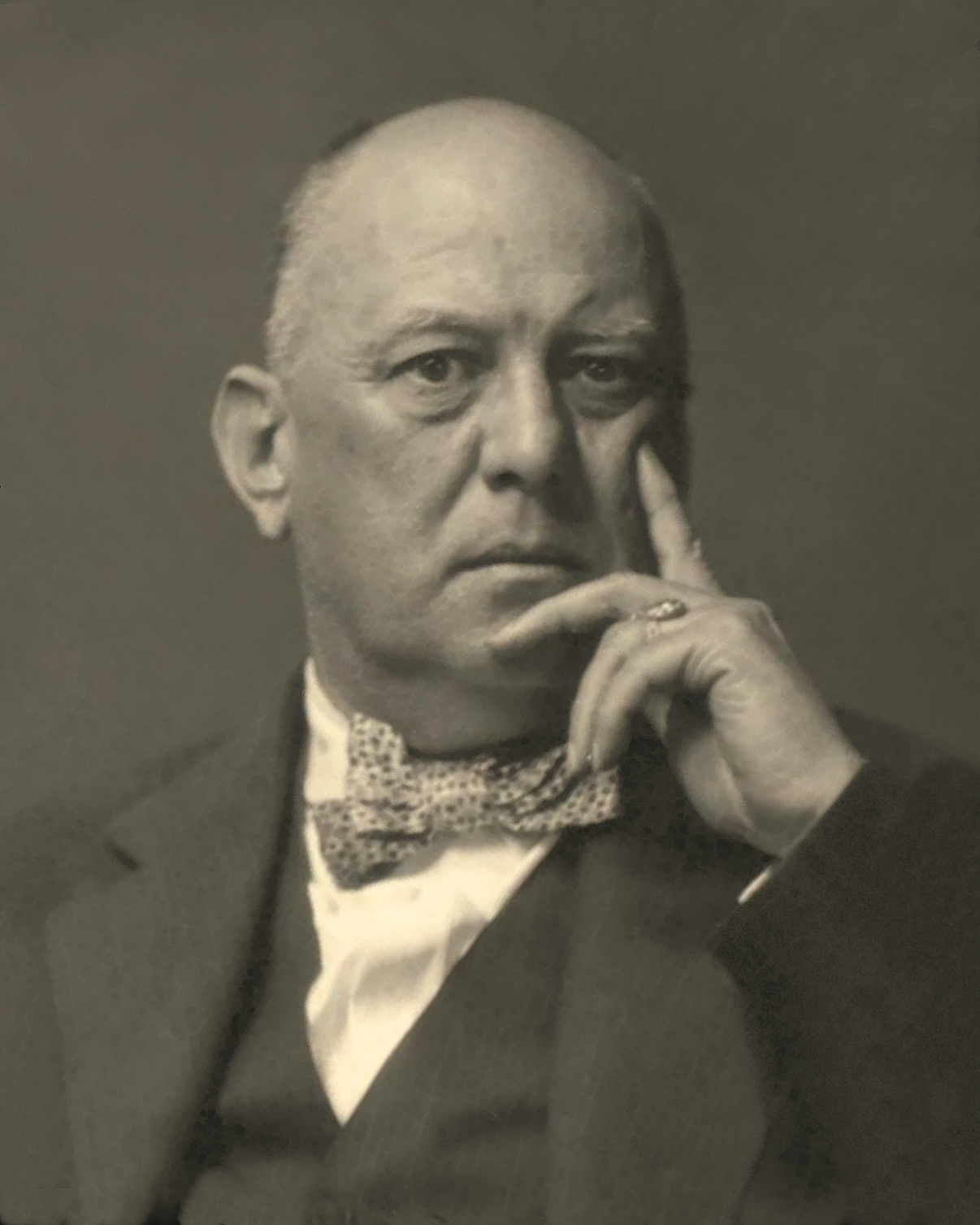
Алистер Кроули, основатель телемы, являлся духовным наставником Парсонса

В январе 1939 года Джон и Фрэнсис Бакстер, брат и сестра являющиеся последователями Алистера Кроули, которые подружились с Джеком и Хелен Парсонс, отвезли их на бульвар Вайнона, где располагался телемитский храм, где Парсонсы стали свидетелями проведения гностической мессы. Среди местных телемитов были актёр Джон Кэррадайн и гей-активист Гарри Хэй. Парсонс заинтересовался учением Кроули после того как прочитал его сочинение 1907 года «Konx om Pax».
Парсонс был представлен на мессе ведущим членам «Церкви телемы» Регине Кал, Джейн Вульф и Уилфреду Тэлботу Смиту. Чувствуя в равной мере «отторжение и притяжение» к Смиту, Парсонс в течение года время от времени посещал телемитские собрания. Он продолжал читать работы Кроули, которые всё больше увлекали его, как и побуждал читать их Хелен. Парсонс стал верить в реальность телемической магии, как силы, которую можно объяснить при помощи квантовой физики. Он пытался увлечь телемой своих друзей и знакомых, взяв с собой на гностическую мессу писателей-фантастов Джека Уильямсон и Клива Картмилла. И хотя оба оказались не очень впечатлены увиденным, Парсонсу удалось увлечь студента Калифорнийского технологического института Грейди Луи Макмёртри и его невесту Клэр Палмер, как и сестру своей жены Хелен — Сару «Бетти» Нортруп.

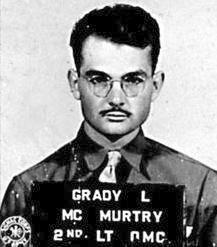
Грейди Луи Макмёртри был приобщён Парсонсом к деятельности Ордена восточных тамплиеров

В феврале 1941 года Джек и Хелен были посвящены в ложу «Агапа» (переименованная «Церковь телемы»). Парсонс принял в качестве телемитского девиза Thelema Obtenteum Proedero Amoris Nuptiae, представляющего неверный перевод с английского языка на латинский язык фразы «Обоснование телемы путём ритуалов любви» (англ. The establishment of Thelema through the rituals of love). Из первых букв получалась аббревиатура T.O.P.A.N., которая могла выступать как призыв «К Пану» (англ. To Pan). Комментируя допущенную Парсонсом ошибку в переводе, Кроули в шутку сказал, что «девиз, который ты упомянул, изложен на языке, лежащем вне пределов моих способностей к пониманию». Кроме того Парсонс принял телемитский титул «брат Топан» (лат. Frater T.O.P.A.N), где данная аббревиатура являлась отсылкой к каббалистической нумерологии и означает число 210 — имя, который он часто подписывал письма своим единомышленникам — в то время как Хелена была известна как «сестра Гримо» (лат. Soror Grimaud). Смит писал Кроули, что Парсонс «действительно замечательный человек … он имеет превосходный ум и гораздо лучше соображает, чем я сам … ДжП станет очень ценным» (англ. a really excellent man ... He has an excellent mind and much better intellect than myself ... JP is going to be very valuable). Вульф писала представителю Ордена восточных тамплиеров (O.T.O.) в Германии Карлу Гермеру, что Парсонс «человек с большой буквы […] Кроулианец до мозга костей» (англ. an A1 man ... Crowleyesque in attainment as a matter of fact) и обсудила его в качестве вероятного преемника Кроули на посту Внешнего руководителя O.T.O. В свою очередь Кроули согласился с такими оценками, сообщив Смиту о том, что Парсонс «является самым ценным членом всего Ордена, без исключения!» (англ. is the most valued member of the whole Order, with no exception!).
По предложению фон Кармана Малина обратился в Комитет по исследованию армейской авиации Национальной академии наук США, чтобы запросить финансирование для исследования того, что они назвали «реактивным двигателем», поскольку такое понятие было выбрано с целью избежать клейма, связанного с ракетостроением. Военные были заинтересованы в реактивном двигателе, как средстве способном обеспечить быстрый взлёт воздушных судов в тех местах, где отсутствует достаточно пространства для полноценной взлётно-посадочной полосы, и в июне 1939 года предоставили исследовательской группе Парсонса денежную сумму в размере $1000 на изучение возможности использования системы взлёта с реактивными ускорителями (JATO). Таким образом, группа Парсонса стала первым в США научным коллективом, занимавшимся реактивными двигателями и ракетостроения, получившим поддержку государства. Со времени своего возникновения в 1934 году, группа провела опыты с чёрнопороховыми моделями многоступенчатых ракет. В исследовательском документе представленном Американскому институту аэронавтики и астронавтики Парсонс сообщил, что эти ракеты способны развить скорость 4875 миль/ час, тем самым показав, что твердотопливные двигатели превосходят жидкостные, которые в первую очередь предпочитают использовать такие исследователи, как Роберт Годдард. На волне такого успеха Калифорнийский технологический институт и группа Парсонса получили от Американского института аэронавтики и астронавтики дополнительный грант на исследования в области ракетостроения в размере 10000 долларов.
Несмотря на то, что четверть выделенных исследовательской группе средств пошла на восстановление ущерба зданиям Калифорнийского технологического института, нанесённым проведёнными опытами, Парсонс всё-таки в июне 1940 года смог предоставить Национальной академии наук США отчёт, в котором показал осуществимость проекта развития JATO и просил 100000 долларов на продолжение исследований, и в итоге был выдан грант в размере 22000 долларов. Их проект был назван «проект № 1 GALCIT», но они продолжали подвергаться остракизму со стороны других учёных Калифорнийского технологического института, которых всё больше раздражали авариями и шумом, что вынудило Парсонса и его группу переместить проведение своих обратно в каньон рядом с рекой Арройо Секо, на участке с непроветриваемыми рифлёными металлическими навесами служившими как исследовательскими учреждениями, так и административными учреждениями. Именно здесь была основана Лаборатория реактивного движения. В 1940 году в августовском номере журнала «Популярная механика» Парсонс и Норман опубликовали статью, в которой они обсуждали будущие ракеты, способные преодолеть атмосферу Земли и выйти на околоземную орбиту для проведения исследований, а также возможные исследования Луны.

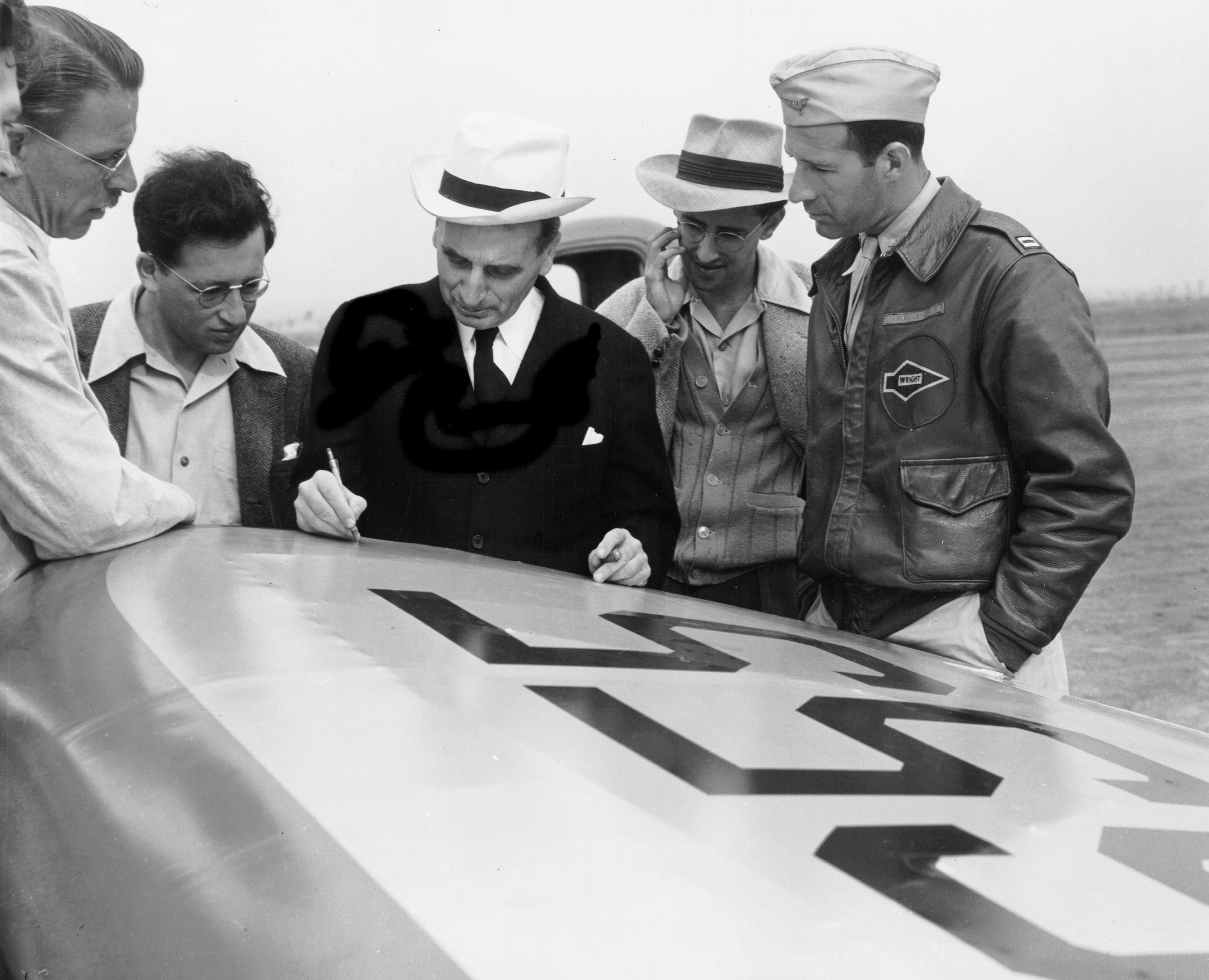
Исследовательская группа Парсонса во время испытания твёрдого ракетного топлива (январь 1940). Лицо Парсонса (левый край) частично видно рядом с Кларком Бланшаром Милликеном, Мартином Саммерфилдом, Теодором фон Карманом, Френком Малиной и пилотом, капитаном Гомером Буши.

Для осуществления проекта JATO к исследовательской группе присоединился математик из Калифорнийского технологического института Мартин Саммерфилд, а также 18 рабочих, предоставленных Управлением общественных работ США. Бывшим коллегам, таким как Цянь Сюэсэнь, не удалось вернуться в проект, поскольку Федеральное бюро расследований, обеспечивавшее тайну проводившейся операции, ограничило участие иностранных граждан и политических экстремистов. ФБР было удовлетворено тем, что Парсонс не был марксистом, но беспокоилось о том, что друг телемитов Пол Секлер в нетрезвом состоянии использовал пистолет Парсонса для угона автомобиля, за что был заключён на два года в тюрьму Сан-Квентин. Англичанин Джордж Эмерсон заменил Арнольда официальным фотографом группы.
Группа стремилась найти замену ракетным двигателям, работающим на древесном угле, сере и нитрате калия со связующим веществом. Смесь была неустойчивая и часто происходили взрывы, наносящие ущерб военным самолётам. Изобретённое Парсонсом твёрдое топливо JATO состояло из амида, кукурузного крахмала и нитрата аммония, соединённых в блоке JATO вместе с клейкой и промокательной бумагой. Этот вид топлива носил кодовое название GALCIT-27, подразумевавшее изобретение 26 других. Первые испытания JATO с использованием самолета ERCO Ercoupe состоялись в конце июля 1941 года; Хотя ускорители добавляли тяги, они часто взрывались и повреждали самолет. Парсон предположил, что нитрат аммония становился легковоспламеняющимся после ночного хранения, во время которого менялась температура и консистенция вещества, что приводило к химической нестабильности. Тогда Парсон и Малина придумали заправлять ускоритель непосредственно перед тестами, рано утром, стойко перенося невозможность выспаться. 21 августа 1941 года капитан военно-морского флота Гомер Дж. Буши-младший под наблюдением Кларка Милликена и Уильяма Ф. Дюранда перегонял оснащённый JATO Ercoupe на авиабазу резерва ВВС США Марч в Морено-Валли. Полёт оказался успешным и позволил сократить дистанцию на 30 %, но при этом один из JATO частично взорвался. В течение последующих недель было проведено 62 дополнительных испытания, и Национальная академия наук США увеличил свой грант до 125000 долларов США. Во время ряда статических испытаний взрывающийся JATO значительно повредил заднюю часть фюзеляжа Ercoupe; один наблюдатель с оптимизмом отметил, что «по крайней мере, это была не большая дыра», но необходимость починки на время отложила все их старания.
В начале 1942 года военные заказали лётные испытания с использованием жидкого, а не твёрдого топлива. После вступления Соединенных Штатов во Вторую мировую войну в декабре 1941 года члены группы осознали, что они могут быть призваны на военную службу, если не сумеют предоставить военным жизнеспособную технологию JATO. Кроме того, в связи с их левыми взглядами оказание помощи в борьбе с нацистской Германией и другими странами оси было для Парсонса, Формана и Малины особенно важным. Парсонс, Саммерфилд и рабочие GALCIT сосредоточились на задаче и нашли решение в сочетании бензина с красной дымящейся азотной кислотой в качестве окислителя; последняя, предложенная Парсонсом, была полноценной заменой жидкого кислорода. Испытания этого топлива привели к ещё одному бедствию, когда взорвался испытательный ракетный двигатель; огонь, содержавший кусочки железного навеса и шрапнели, чудом не покалечил экспериментаторов. Малина сумел решить возникшую сложность заменив бензин на анилин, что привело к успешному испытанию JATO-оборудованной плоскости Douglas A-20 Havoc на вспомогательном воздушном поле «Мюрок» в пустыне Мохаве. Это обеспечило в пять раз больше тяги, чем на GALCIT-27, и снова уменьшило дальность полета на 30 %; Малина написал своим родителям, что «у нас теперь есть что-то, что действительно работает, и мы сможем помочь устроить фашистам ад!».

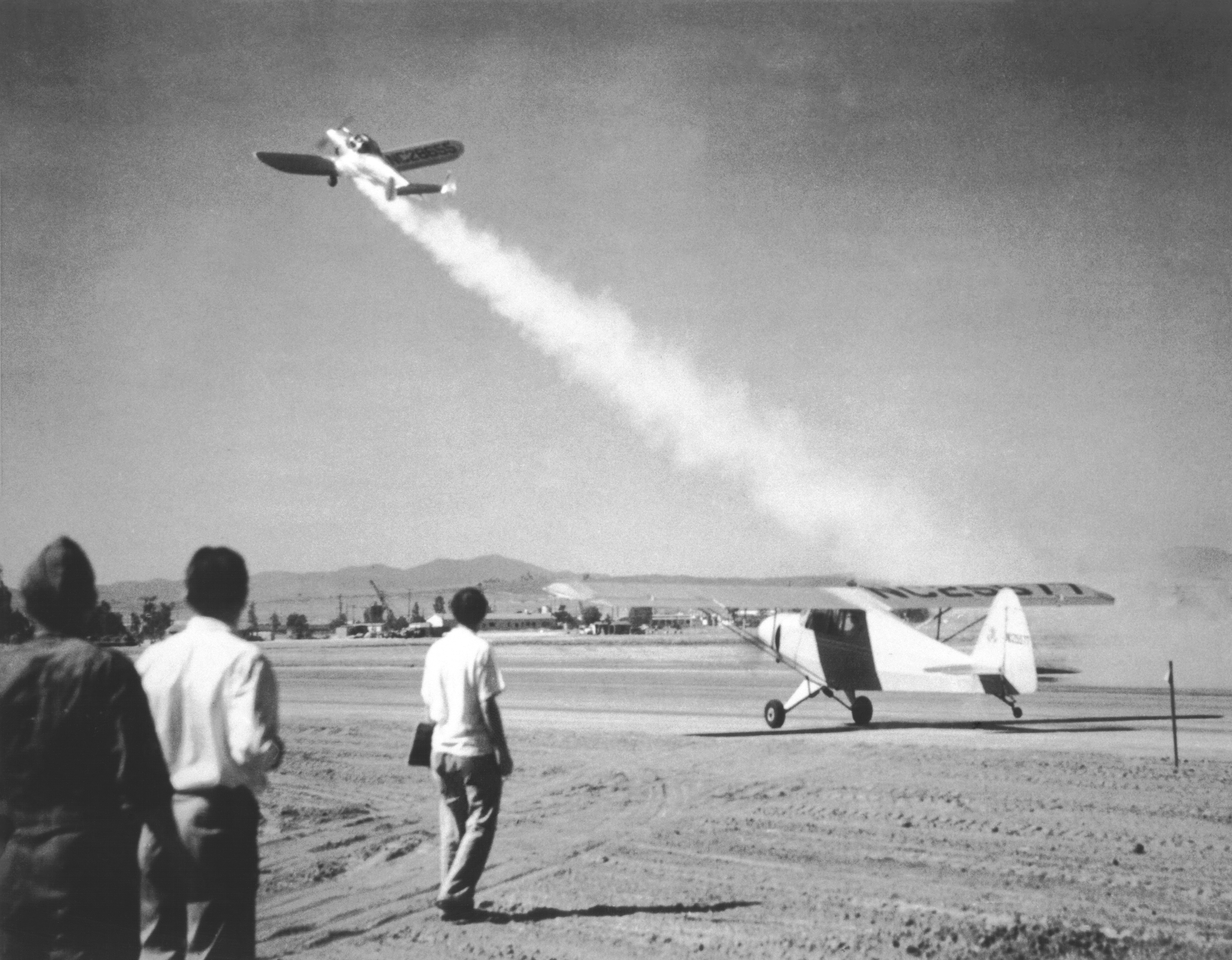
Полёт первого американского самолёта ERCO Ercoupe, оснащённого разработанными группой Парсонса твердотопливными ускорителями JATO (12 августа 1941)

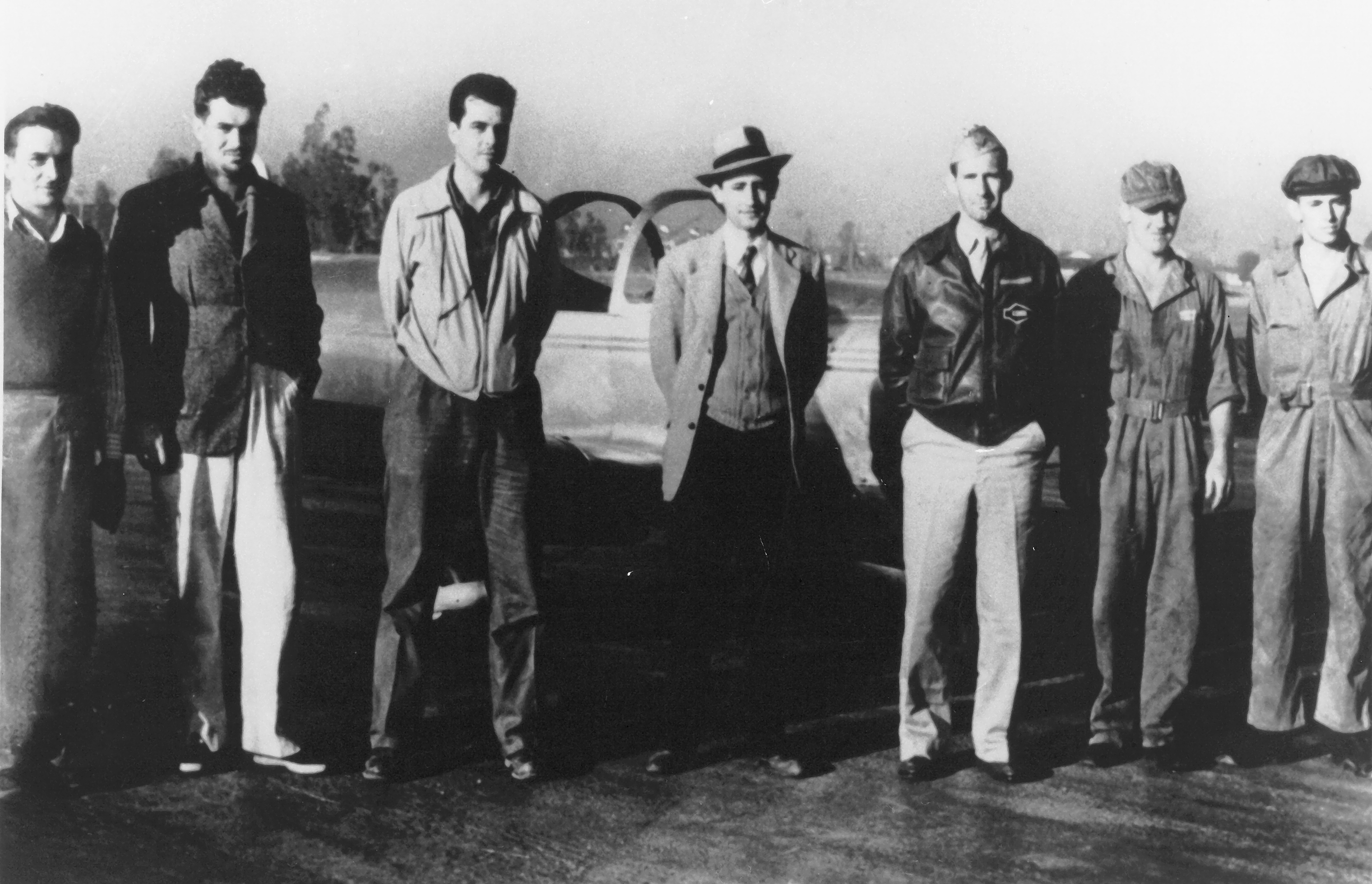
Проект № 1 GALCIT во время испытания JATO. Слева направо : Фред Миллер, Джек Парсонс, Эд Форман, Фрэнк Малина, капитан Гомер Буши, рядовой Коб (инициалы имени не известны) и капрал Р. Гамильтон. (12 августа 1941)

В дальнейшем Парсонс и его исследовательская группа договорились произвести по заказу Армейской авиации США 60 двигателей JATO для осуществления которого в марте 1942 года была создана Aerojet Engineering Corporation, где Парсонс, Форман, Малина, фон Карман и Саммерфилд каждый сделали вклад в размере 250 долларов США, открывшая свои офисы на Колорадском бульваре. Амо Смита был приглашён на работу инженера, а Эндрю Хейли был нанят фон Карманом в качестве адвоката и казначея компании. Несмотря на то, что уставная деятельность Aerojet была направлена на разработку технологий для военных нужд, сами основатели были глубоко убеждены в том, что ракетостроительные технологии должны служить мирному освоению космического пространства. Хейли приводил такие слова Кармана: «мы сделаем ракеты — вы должны сделать корпорацию и получить деньги. Позднее вам нужно будет увидеть, как мы все хорошо себя чувствуем в космосе».
Несмотря на эти успехи Парсонс, являвшийся проектным инженером отдела твёрдого топлива Aerojet, не отказывался от мысли продолжать устранять неисправности обнаруженные во время испытаний ERCO Ercoupe. В июне 1942 года при содействии Миллса и Миллера он сосредоточил своё внимание на разработке оптимального метода ограниченного сгорания при использовании твёрдого ракетного топлива, поскольку военные потребовали JATO, которые могли бы обеспечить более 100 фунтов тяги без какого-либо опасения, что произойдёт взрыв. Хотя твёрдое топливо, как например GALCIT-27, было более пригодным для хранения, чем его жидкие аналоги, они годились для военного использования JATO, поскольку хуже обеспечивали непосредственную тягу и не имели системы общего включения и выключения в середине полета. Парсонс попытался решить вопрос устойчивости GALCIT-27 с помощью GALCIT-46, где нитрат аммония заменён на нитрат гуанидина. Чтобы избежать сложностей, наблюдаемых с нитратом аммония, он охлаждал GALCIT-46 и затем нагревался для проведения испытания. Когда испытание провалилось, Парсонс понял, что чёрнопороховое связующее горючее, а не окислители привели к неустойчивости, и в этом же году ему пришла мысль применить в качестве связующего вещества жидкий асфальт с перхлоратом калия в качестве окислителя.
Малина рассказывал, что Парсонс был вдохновлён на то, чтобы использовать асфальт древним зажигательным оружием известным как греческий огонь; в 1982 году капитан Буши выступая в Международной ассоциации астрономических художников заявил, что заявил, что Парсонс испытал прозрение после наблюдения за рабочими, использующими расплавленный асфальт, чтобы починить крышу. Известное как GALCIT-53, топливо оказалось значительно более устойчивым, чем предыдущие разработки группы, направленные на создание ракетного топлива с ограниченным сгоранием внутри литого контейнера и обеспечив устойчивость на 427 % сильнее, чем у GALCIT-27. Таким образом появился образец, который, по словам биографа Парсонса Джона Картера «изменил будущее ракетных технологий»: термопластный асфальт был надёжен в любых климатических условиях, годился для массового производства и неограниченный срок хранения и мог быть использован в составе твёрдого топлива для любого вида ракетного двигателя. Пластифицированные разновидности парсоновского твёрдого топлива были изобретённые сотрудником Aerojet Чарльзом Батри, позднее использовались НАСА в боковом ускорителе МТКК Спейс шаттл и Стратегическим командованием ВВС США в межконтинентальных баллистических ракетах «Поларис», «Посейдон» и «Минитмен».

### Основание ЛРД и руководство ложей «Агапэ»: 1942—1944 годы

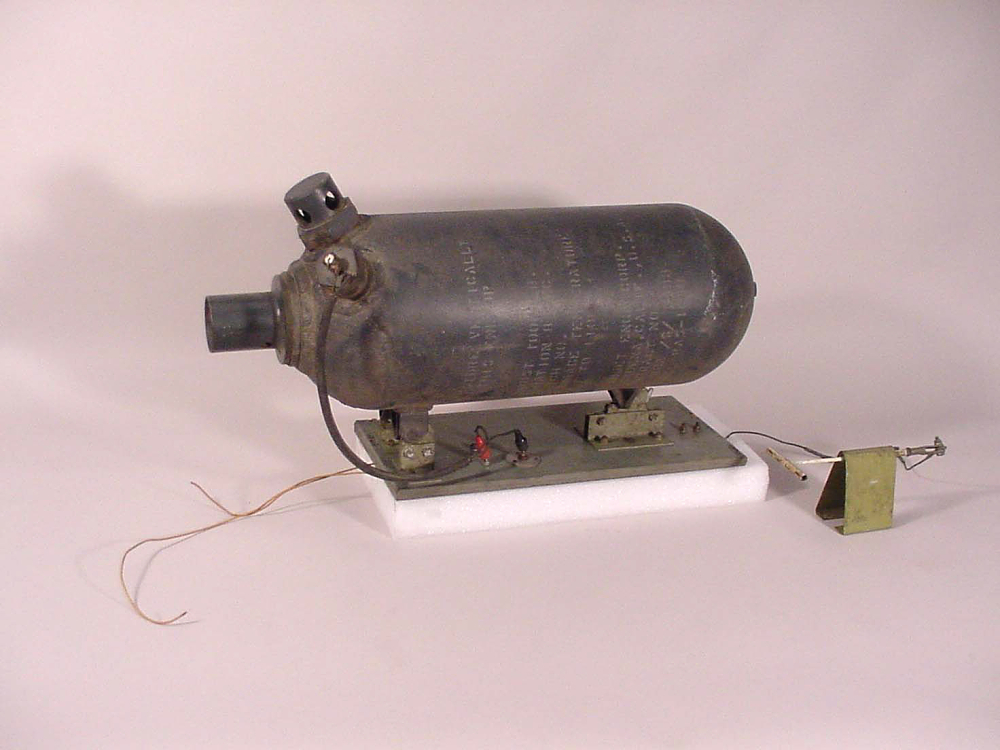
Твердотопливный ускоритель, произведённый компанией Aerojet (Национальный музей воздухоплавания и астронавтики)

Первые два договора Aerojet были заключены с ВМС США; Бюро аэронавтики заказало твердотопливные JATO, а военная база Wilbur Wright Field — жидкостные. К концу 1943 года Армейская авиация США заказала у компании две тысячи JATO, заплатив 256 000 долларов США. Несмотря на резко выросший оборот, Aerojet работала негласно, продолжая быть связанной с проектом GALCIT. Астроном из Калифорнийского технологического института Фриц Цвикки был назначен начальником отдела исследований компании. В свою очередь Хейли сменил фон Кармана в качестве председателя Aerojet и произвёл урезание заработной платы вместо сокращения производства JATO; альтернативой было сокращение штата и увеличение оклада, но Хейли считал, что Aerojet должна внести свой вклад во Вторую мировую войну. Хотя руководство компании, включая Парсонса, было ограждено от этих мер, что вызвало гнев сотрудников.
Новые полномочия и финансовая безопасность дали Парнсонсу возможность ездить по Калифорнии в качестве представителя Aerojet и встречаться с другими ракетостроителями-энтузиастами. В Нью-Йорке он встретился с главой североамериканского отделения Ордена восточных тамплиеров Карлом Гермером, а в Вашингтоне поэтом Джозефом Аусландером, также пожертвовав несколько книг со стихами Кроули Библиотеке Конгресса США. Он стал частым гостем литературном обществе «Mañana», которое собиралось в доме у друга Парсонса писателя-фантаста Роберта Хайнлайна в Лорель-Каньоне, включая писателей-фантастов Джека Уильямсон, Клива Картмилла и Энтони Бучера. Среди любимых художественных произведений Парсонса был роман «Темнее, чем ты думаешь» Уильямсона, впервые опубликованный в 1940 году в сокращённом виде в журнале «Unknown», который вдохновил его более поздние оккультные работы. В свою очередь Баучер использовал Парсонса в качестве частичной основы для персонажа Хьюго Чантрелли в детективе «Ракета в морг» (1942).
В июне 1941 года, когда Хелена отсутствовала, Парсонс основываясь на сексуальной морали Ордена восточных тамплиеров начал вступать в половые отношения с её 17-летней сестрой Сарой. После возвращения Хелены домой Сара заявила, что отныне является новой женой Парсонса, а Парсонс в свою очередь признался, что нашёл Сару более сексуально привлекательной, чем Хелен. Разрываемая противоречиям Хелен попыталась найти утешение в Уилфреде Тэлботе Смите начав с ним отношения, которые продолжились всю оставшуюся жизнь; все четверо остались друзьями. Обе пары, а также другие телемиты (некоторые вместе со своими детьми) переехали жить на 1003 Саут-Орандж-Гроув авеню в особняк подостренный в стиле американских ремесленников, ставший новой штаб-квартирой ложи «Агапы». Они все жили идейной общиной, ежемесячно вносили оплату за аренду дома в размере $100, а также разводили собственный домашний скот для мяса и совершения кровавых ритуалов. Сам Парсонс украсил свою комнату копией Стелы откровения, изваянием древнегреческого бога Пана, а также целой коллекцией мечей и кинжалов. Он превратил гараж и прачечную в химическую лабораторию, на кухне часто проводил обсуждения научной фантастики и развлекал детей охотой на фей в саду площадью в 25 акров.
Я рослый Дон Кихот, моя жизнь это пейот,
марихуана, морфин и кокаин.
Не знал я никогда печали, но лишь безумие привечало,
что испепеляет сердце и ум,
Несмотря на то, что среди членов общины случались споры, Парсонс оставался верен идее телемы. Он отдавал почти весь свой заработок Ордену восточных тамплиеров, а также усиленной занимался привлечением в общину новых членов — включая Формана — и через Гермера финансово поддерживал Кроули в Лондоне. Бурная деятельность Парсонса связанная с ложей стала влиять на его профессиональные качества. Он мало спал из-за проведения ночных ритуалов и часто приходил на работу в Aerojet в состоянии похмелья. Кроме того вовлечённость в телему многие из его коллег вызывала раздражение со стороны сотрудников, которые до этого относились к оккультизму Парсонса как к безвредной причуде. По свидетельству фон Кармера Парсонса часто можно было видеть за «восхитительной болтовнёй», когда тот подобно Билли Грэму повторял стихотворения Алистера Кроули «Гимн Пану» во время очередного испытания ракеты или по просьбе собравшихся на очередной вечеринке. В глазах окружающих нерешительность Парсонса была неотделима от его достоинств. В попытке побороть накопившуюся усталость Парсонс пытался с большей отдачей заниматься управлению Aerojet, но вскоре в «Агапа» стала предметом расследования Департамента полиции Пасадены и ФБР по обвинению в занятиях чёрной магией и в вовлечении в сексуальные оргии. Одним из заявителей выступил 16-летний мальчик, который сообщил, что был изнасилован членами ложи. Другими заявителями стали соседи рассказавшие о ритуале, в котором обнажённая беременная женщина прыгала через огонь. Однако после случившегося Парсонс заявил, что возглавляемая им ложа это «организация, посвящённая религиозным и философским обсуждениям», правоохранительные органы не обнаружив доказательств незаконной деятельности пришли к выводу о том, что она не представляет угрозу для национальной безопасности. Долгое время употребляя в больших количества алкогольные напитки и марихуану к настоящему времени Парсонс перешёл на кокаин, амфетамины, пейот, мескалин и опиаты. Кроме того, он продолжал вступать в половую связь с несколькими женщинами, включая Клэр Палмер — невесту приобщённого им когда к телеме Грейди Луи Макмёртри, который разорвал отношения с Парсонсом, когда узнал, что тот оплатил аборт Клэр.

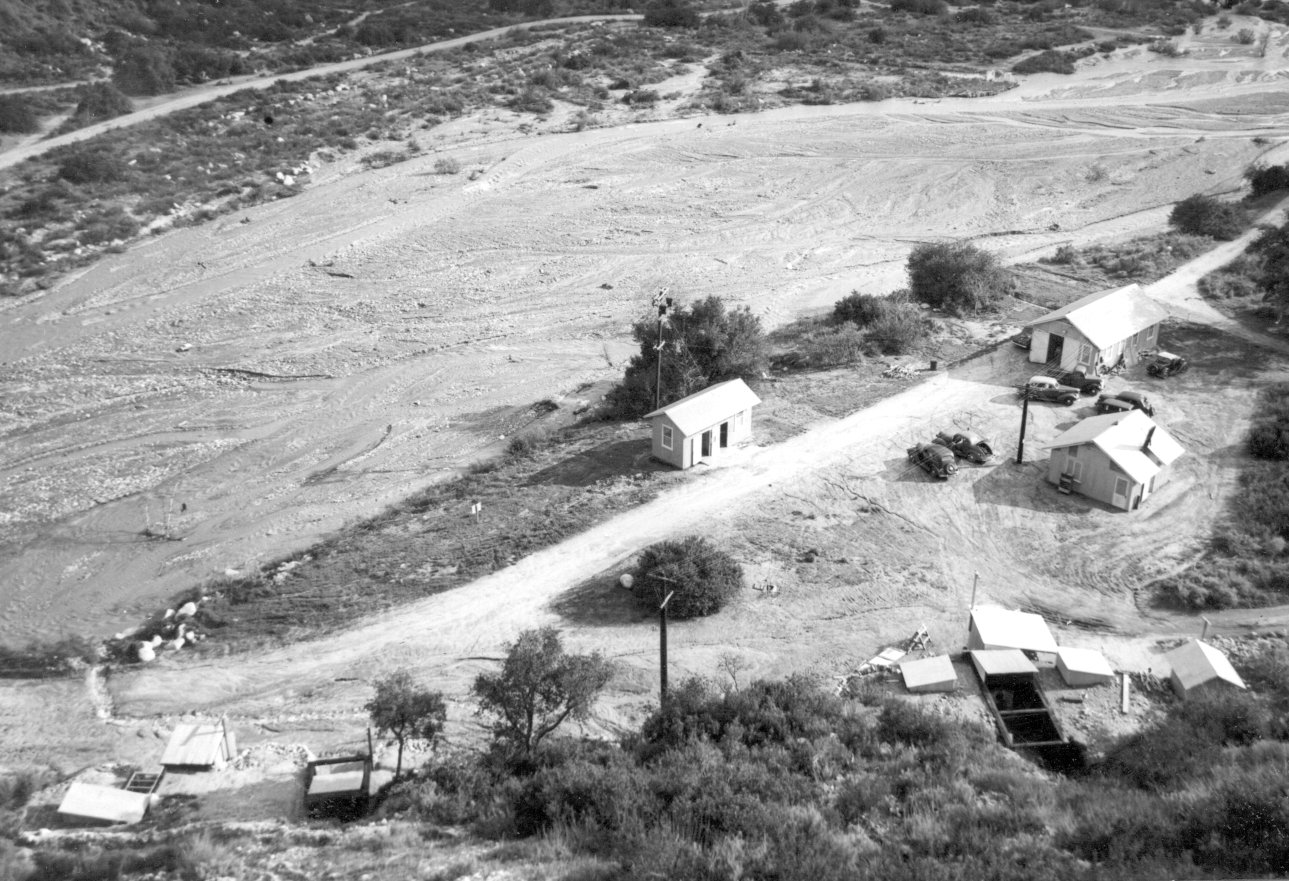
Лаборатория реактивного движения в каньоне у реки Арройо-Секо (февраль 1942)

Кроули и Гермер хотели добиться от Смита сложения полномочий в качестве главы ложи «Агапы», полагая, что он плохо повлиял на своих членов. Парсонс и Хелен писали им, чтобы защитить своего наставника, но Гермер приказал уйти; Парсонс был назначен временным главой ложи. Некоторые из старых членом ложи выразили своё недовольство влиянием Парсонса, поскольку опасались, что это будет способствовать чрезмерному поощрению сексуальной полиандрии, что было в религиозном смысле пагубно, но зажигательные речи Парсонса на собраниях ложи обеспечили ему поддержку большинства. Парсонс вскоре создал телемитский журнал Oriflamme, в котором он опубликовал свою собственную поэзию, но Кроули это не впечатлило, особенно из-за описаний Парсонсом употребления наркотиков, и вскоре проект был свёрнут. В апреле Хелен родила Смиту сына, которого назвали Квен Ланваль Парсонс. В мае Смит и Хелен вместе с Квеном переселились в двухкомнатный номер на Рэйнбоу-Велли. Одновременно в Англии Кроули провёл астрологический анализ карты рождения Смита и пришёл к выводу, что он является воплощением бога, что оказало значительное на перемену его первоначальной оценки. В свою очередь Смит оставался настроенным скептическим, поскольку анализ Кроули, казалось бы, был преднамеренно разработан в пользу Парсонса, побуждая Смита отойти в сторону в ложе «Агапы» и указывая ему сознательно уступить. Отвергнув приказ Гермера, Смит ушёл Ордена восточных тамплиеров. Парсонс, который во время конфликта оставался сочувствующим и дружелюбным к Смиту и был утомлён «ужасающим эгоизмом, дурным вкусом, дурным суждением и педантизмом» Кроули, ушёл в отставку, но отказался от своего решения после получения умиротворяющего письма от Кроули.

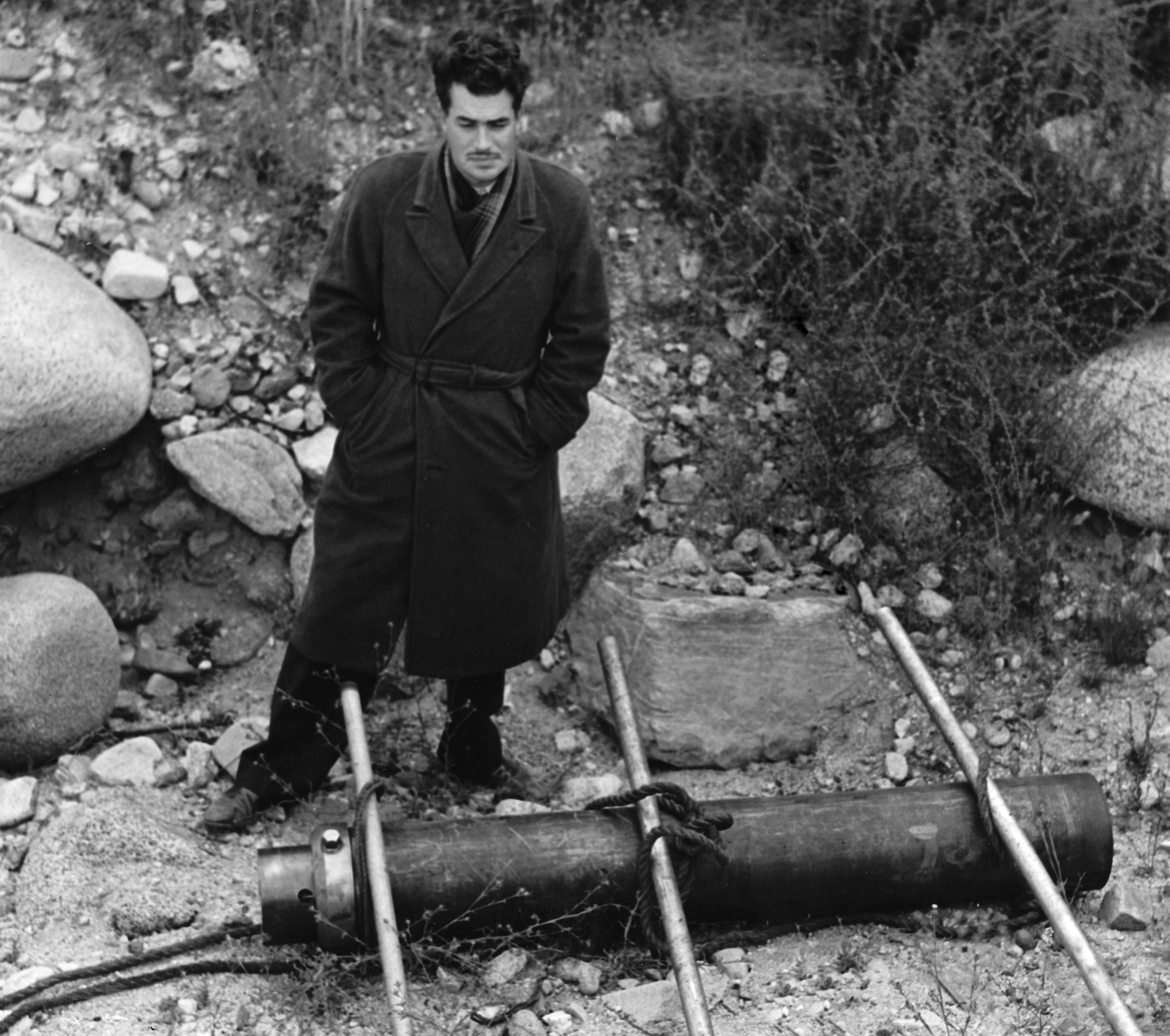
Парсонс стоит рядом с контейнером JATO в Лаборатории реактивного движения (июнь 1943)

К середине 1943 года Aerojet располагал бюджетом в размере $650000. В том же году Парсонс и фон Карман по приглашению секретаря военно-морского флота Франка Нокса отправились в Норфолк, чтобы провести переговоры относительно нового договора JATO для ВМС США. Несмотря на то, что JATO выпускались серийно для военных целей, они не могли «идти в ноги» с тяжёлыми бомбардировщиками взлетавшими с длинных взлётно-посадочных полос авианосца, что поставило деятельность Aerojet на грань вымирания. Для разрешения сложившейся обстановки Парсонс представил более новые JATO, которые следовало устанавливать на самолётах производящихся Grumman Corporation вместе с твердотопливными блоками; его пробный полёт с борта эскортного авианосца USS Charger (CVE-30) оказался успешным, но происходил выброс ядовитого жёлтого дыма. Военно-морской флот обещал Parsons заключить договор только при условии, что этот остаток был удалён; это способствовало изобретению Aeroplex, технологии бездымных конденсационных следов, разработанной в Aerojet Парсонсом.
Как только США узнали, что нацистская Германия разработала ракету V-2, военные — по рекомендации фон Карман, основывавшегося на исследованиях с использованием британской разведки, — вновь стали стимулом для собственных ракетных исследований, восстановив Цяня Сюэсэня в проекте GALCIT. Они предоставили исследовательской группе грант в размере $3 млн на разработку ракетного оружия, что способствовало её расширению и переименованию в Лабораторию реактивного движения (ЛРД). К этому времени флот заказывал у Aerojet 20 000 JATO в месяц, а в декабре 1944 года Хэйли договорился о том, что компания продаст 51 % своих акций General Tire and Rubber Company, чтобы справиться с возросшим спросом. Сотрудники компании связанные с Калифорнийским технологическим институтом, включая Цвикки, Малину и Саммерфилда дали своё согласие продажу только при условии, что Парсонс и Форман будут уволены, поскольку их оккультная деятельность стала восприниматься как бросающая тень. В то же время историк ЛРД Эрик Конвей связывает исключение Парсонса с более прозаичными причинами, отмечая, что он «всё ещё хотел работать так же, как и на заднем дворе, инстинктивно и без учёта безопасности». Парсонс и Форман были невозмутимы, сообщив Хейли о своём предсказании, что ракетная промышленность отживёт в послевоенный период, и что видят больше финансовых стимулов в создании сети прачечных. Хейли убедил их продать свои акции после чего Парсонс покинул компанию с $11000. На эти деньги он приобрёл снимавшийся членами ложи особняк на 1003 Саут-Орандж-Гроув авеню, который после этого по его имени получил известность как «Пасторат» (англ. the Parsonage).

### Лафайет Рональд Хаббард и работа с Бабалон: 1945—1946 годы

Лафайет Рональд Хаббард ставший другом и помощником Парсонса в занятиях оккультизмом

После ухода из Лаборатории реактивного движения и Aerojet Парсонс и Форман учредили компанию Ad Astra Engineering Company, в составе которой Парсонс также создал химическое предприятие Vulcan Powder Company. Не обошлось без происшествий, когда Ad Astra Engineering Company стала предметом расследования ФБР по подозрению в шпионаже после выяснения сотрудниками службы безопасности Манхэттенского проекта, что Парсонс и Форман закупали химическое вещество, использовавшееся в совершенно секретном проекте для материала известного как x-метал, но они были полностью оправданы. Парсонс продолжал оказывать финансовую поддержку Смиту и Хелен, хотя и попросил её дать согласие на развод и не принимал во внимание указания Кроули принять Смита обратно в «Пасторат», когда тот решил вернуться. Парсонс продолжат управлять деятельность Ордена восточных тамплиеров, но начал сдать комнаты в особняке нетелемитам, включая журналиста Нильсон Химмеля, физик Манхэттенского проекта Роберта Корнога и художника-фантаста Луиса Голдстоуна. Парсонс вызвал споры в Пасадене из-за своей избранной клиентуры. Одна из обитательниц «Пастората» Алва Роджерс в 1962 году в своей статье, опубликованной в фэнзине вспоминала: «В объявлениях, размёщенных в местной газете, Джек указал, что только богема, художники, музыканты, атеисты, анархисты или любые другие экзотические типы могут подать заявку на комнаты — любая мирская душа будет бесцеремонно отвергнута».
Вскоре к «Пасторату» примкнул Лафайет Рональд Хаббард, уже успевший отслужить в ВМС США и получить известность как автор произведений в жанре научной фантастики, с которым у Парсонса сложилась крепкая дружба. Парсонс писал Кроули, что, хотя Хаббард «не проходил никакого формального обучения магике, у него необычайная зрелость и понимание в этой области. Из некоторых его переживаний я делаю вывод о том, что он напрямую связан с каким-то высшим разумом, возможно, со своим ангелом-хранителем … Он самый телемический человек, которого я когда-либо встречал, и полностью разделяет все наши принципы».
Парсонс и Сара жили в открытых отношениях, поощряемых полиандрической сексуальной этикой Ордена восточных тамплиеров, и когда Сара влюбилась в Хаббарда, Парсонс несмотря на попытки подавить бушевавшие внутри него страсти стал её сильно ревновать. Настраиваясь на поиск с помощью оккультизма нового партнёра Парсонс стал прилагать свои усилия к занятиям чёрной магией вызываем этим беспокойство у членов Ордена восточных тамплиеров, опасавшихся, что в «Пасторат» явятся зловредные духи; Джейн писала Кроули, что «наш Джек очарован колдовством, хаунфо, вуду. С самого начала он всё время хотел кого-нибудь вызвать, несмотря ни на что, и я склонна полагать, пока он не добьётся своего». Парсонс сказал обитателям особняка, что собирает с изваяния в доме магической силой, чтобы потом их продавать другим окружающим оккультистам. Также он сообщи, что паранормальных явлениях, которые начали происходить в доме после проведения ритуалов, включая полтергейст, возникновение шар и появление призраков, алхимическое (сильфическое) влияние на погоду и загробные голоса. Пендл полагает, что Парсонс крайне мнительно относился к истолкованию этих вещей, появление которых Пендл считает розыгрышами Хаббарда и Сары. Кроме того Пендл отмечает, что якобы во время одного ритуала удалось вызвать банши, которые вопили под окнами «Пастората» и стали навязчивым воспоминанием для Формана на всю его оставшуюся жизнь. В декабре 1945 года Парсонс начал ряд ритуалов, основанных на енохианской магии, во время проведения которых он мастурбировал на магические таблетки в сопровождении Концерта для скрипки с оркестром № 2 С. С. Прокофьева. Описывая это магическое действие как работу Бабалона, он надеялся воплотить на Земле одноимённую телемитскую богиню. Парсонс разрешил Хаббарду принять участие в качестве своего «писца», полагая, что он особенно восприимчив к обнаружению магических явлений. Как отмечал по этом поводу Ричард Мецгер Парсонс «дрочил во имя духовного роста», в то время как Хаббард «просматривал астральный план в поисках знаков и видений».
Их заключительный ритуал состоялся в конце февраля 1946 года в пустыне Мохаве во время которого Парсонс внезапно решил, что дело полностью сделано. Вернувшись в «Пасторат» он обнаружил, что туда приехала женщина по имени Марджори Кэмерон — безработный иллюстратор и бывшая «морская волна». Уверовав в то, что она была женщиной-«элементалем» и воплощением Бабалон, которую он призвал, в начале марта Парсонс стал проводить вместе с Кэмерон ритуалы сексуальной магии, которая выступала для него в качестве «Алой женщины» в то время как Хаббард продолжал принимать участие в качестве личного секретаря. В отличие от остальных обитателей особняка, Кэмерон первоначально ничего не знала о магических наклонностях Парсонса: «Я ничего не знала про Орден восточных тамплиеров», не знала что они вызвали меня, я ничего не знала, но знал весь дом. Все пытались высмотреть что творится". Несмотря на полное незнание и её недоверчивое отношение к магии Парсонса сообщила о том, что видит у Парсонса НЛО, в то время как он тайно записывал видение, полагая, что произошло воплощение Бабалон.
Вдохновившись романом Кроули «Дитя Луны» (1917), Парсонс и Хаббард стремились при помощи магии совершить непорочное зачатие «волшебного ребёнка», которого после завершения ритуала через девять месяцев где-то на Земле родит женщина и он должен стать телемическим мессией, воплощающим в себе Бабалон. Мецгер отмечал, что цель работы Бабалон заключалась в «смелой попытке разрушить границы пространства и времени», что, говоря слова Парсонса, облегчало появление телемического «эона Гора». Когда Кэмерон отправилась путешествовать в Нью-Йорк, Парсонс удалился в пустыню веря в то, что сверхъестественное существо при помощи автоматического письма передаст ему «Книгу 49», которая представляет собой четвёртую часть «Книги закона» Кроули, являющейся главным телемитским священным текстом, как и друга часть нового священного текста, которую он назвал «Книга Бабалон». В свою очередь Кроули был озадачен и обеспокоен подобными попытками жалуясь Гермеру, говоря, что был «доведён до белого каления размышляя над идиотизмом этих дуболомов». Полагая, что работа Бабалон была выполнена, Парсонс продал «Пасторат» девелоперам за $25000 при условии, что он и Кэмерон смогу продолжать жить в каретнике. Кроме того он назначил Роя Леффингвелла главой ложи «Агапы», которая теперь вынуждена проводить свои встречи для совершения ритуалов в другом месте.
Совместно с Сарой и Хаббардом Парсонс учредил компанию Allied Enterprises в которую вложил свои сбережения в размере $20970. Хаббард предложил что на эти деньгами они отправились в Майами, чтобы купить три яхты, на которые затем проплывут через Панамский канал на Западном побережье, где они могли бы выручить деньги от их продажи. Парсонс согласился, но многие из его друзей решили, что это плохая идея. Хаббард тайно попросил разрешения у ВМС США на отплытие в Китай и Южную и Центральную Америку с целью «сбора писательского материала»; в действительности он намеревался совершить кругосветное путешествие. Оставшись без средств к существованию, Парсонс был возмущён, когда узнал, что Сара и Хаббард отправились в Майами, прихватив с собой $10000; он подозревал мошенничество, но был умиротворён телефонным звонком от Хаббарда и согласился остаться деловым партнёром. Когда Кроули телеграммой к Гермеру уволил Парсонса как «слабого дурака», Парсонс, ставший жертвой доверия Хаббарду и Саре, передумав, прилетел в Майами и добился в отношении них временного судебного запрета и запретительного приказа. Проследив их до гавани в графстве Козвей, Парсонс обнаружил, что пара купила три яхты, как и планировалось; они пытались бежать на судне, но попали под вихрь и вынуждены были вернуться в порт. Парсонс считал, что он вернул их на берег посредством проведения малого ритуала изгоняющей пентаграммы, состоящего из астрологического и геомантического призывания Барцабеля — мстительного духа Марса. Allied Enterprises была упразднена и по решению суда Хаббард обязался возместить Парсонсу убытки. В свою очередь Сара пригрозила Парсонсу, что предаст огласке их сексуальные отношения, поскольку по законодательству Калифорнии возрастом согласия является 18 лет, в то время как ей было 17 и, значит, это может расценено как растление. В итоге Парсонс получил возмещение ущерба в размере только $2900. В свою очередь Хаббард, уже состоявший в браке с Маргарет Грубб, взял в жёны Сару, став таким образом двоеженцем, и продолжил заниматься созданием дианетики и саентологии.
В декабре 1969 года The Sunday Times опубликовала статью, в которой рассказывалось о причастности Хаббарда к Ордену восточных тамплиеров и оккультной деятельности Парсонса. Церковь саентологии в ответ выпустила бездоказательный пресс-релиз, в котором утверждалось, что Хаббард являлся агентом ВМС США под прикрытием и был внедрён к Парсонсу, чтобы остановить и уничтожить «культ чёрной магии» Парсонса, а также спасти оттуда Сару. Кроме того Церковь саентологии заявила, что писатель-фантаст Роберт Хайнлайн являлся негласным куратором Хаббарда и «отправил» его на проведение этой операции. Вернувшись в Калифорнию, Парсонс довёл до конца сделку по продаже «Пастората», который впоследствии был снесён, и ушёл из Ордена восточных тамплиеров. В письме к Кроули он отмечал, что не верит в то, что «как самовластная организация, [Орден восточных тамплиеров] представляет собой настоящую и подходящую среду для выражения и достижения» телемы.

### Обвинения в шпионаже и работе на Израиль: 1946—1952 годы

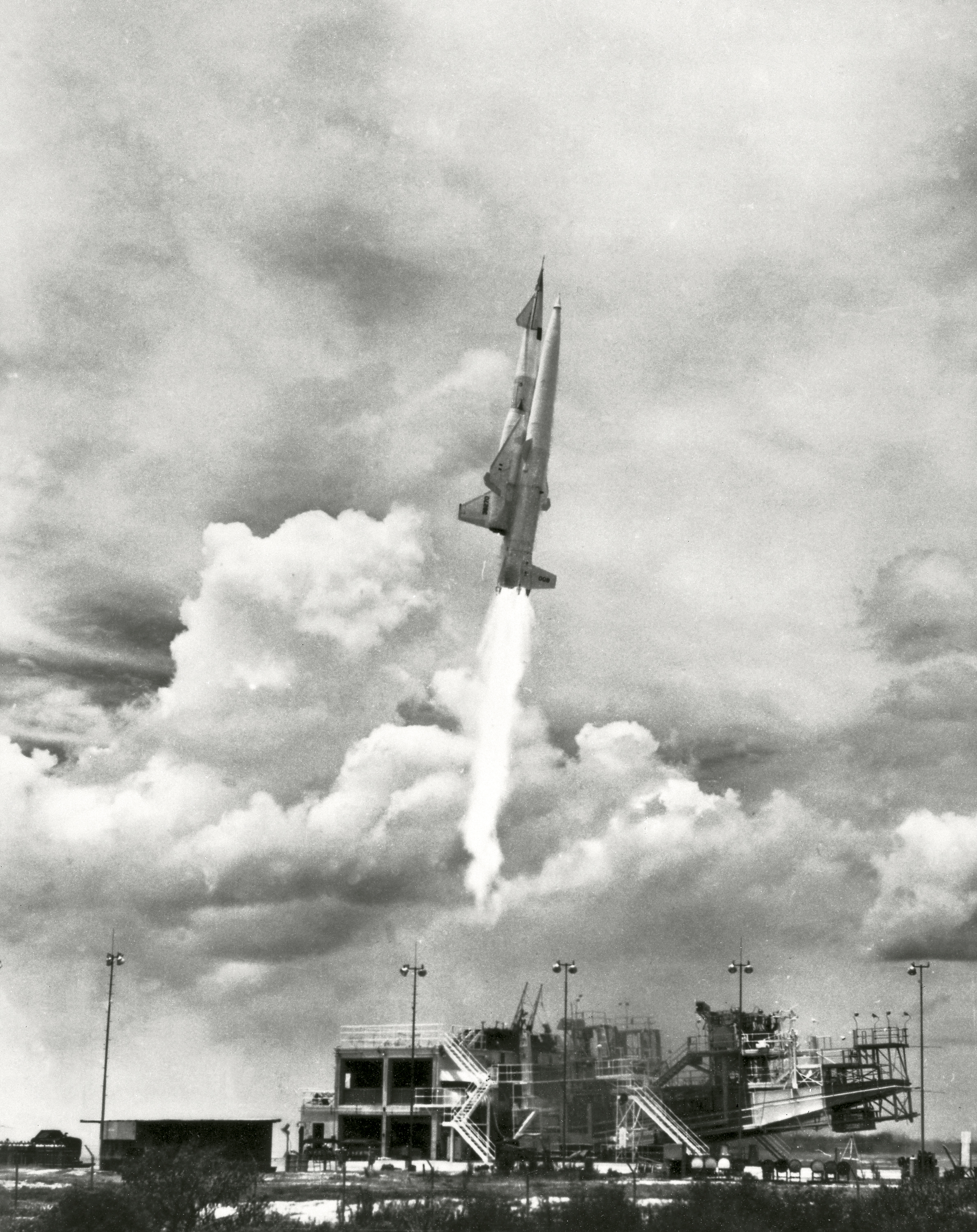
Парсонс работал над разработкой ракеты SM-64 «Навахо» (фотосъёмка в 1957 году).

Парсонс переехал в Инглвуд, где устроился на работу в аэрокосмическую компанию North American Aviation, где занимался разработкой сверхзвуковой межконтинентальной крылатой ракеты SM-64 «Навахо». Вместе с Кэмерон он переехал в дом в городе Манхэттен-Бич, где обучал её оккультизму и эзотеризму. После того как у Кэмерон развилась каталепсия, Парсонс переключился на книги эзотерика Сильвана Малдуна по астральной проекции, полагая, что Кэмерон может научиться управлять своими судорогами, чтобы осуществить её. Они поженились 19 октября 1946 года, спустя четыре дня после того как был завершён развод с Хелен, а их свидетелем был Форман. Парсонс по-прежнему считался специалистом в области ракетостроения; он выступал в качестве эксперта-консультанта на многих промышленных трибуналах, а также в расследованиях полиции и Службы ракетно-артиллерийского вооружения Армии США по вопросам связанным с взрывчатыми веществами. В мае 1947 года Парсонс выступил с докладом в Тихоокеанском ракетном обществе, где спрогнозировал, что будущем ракеты смогут доставить на Луну. И хотя он уже отмежевался от почти несуществующего Ордена восточных тамплиеров и продал большую часть сочинений Кроули из своей библиотеки, но он продолжал состоять в переписке с последним до декабря 1947 год, когда тот умер.
Из-за начавшейся Холодной войны в США возник очередной виток настроений о красной угрозе, что нашло своё отражение в политике маккартизма и работе Комиссии по расследованию антиамериканской деятельности. Многие коллеги Парсонса не прошли проверку на благонадёжность и потеряли работу. Самого Парсонса ФБР признало неблагонадёжным из-за его подрывной деятельности, в которой было отнесено участие и пропаганда в «половых извращений» в Ордене восточных тамплиеров. В июне 1949 года в письме в Гермеру Парсонс предположил, что причиной этого послужило открытое распространение им «Книги 77» (1941) Кроули, в которой обобщены принципы индивидуалистической морали телемы. Позднее из рассекреченных документов ФБР, что правоохранительные органы в первую очередь беспокоились насчёт марксистской деятельности Парсонса в Калифорнийском технологическом институте и его членстве в Американском союзе защиты гражданских свобод, который рассматривался как подрывная организация. Когда с Парсонсом провели беседу, то он отрицая собственные симпатии к коммунизму сообщил, что «крайне коммунистических взглядов» придерживается Сидни Вейнбаум, а также про участие Фрэнка Малины в коммунистической ячейке Вейнбаума в Калифорнийском технологическом институте. Это привело к аресту Вейнбаума за лжесвидетельство под присягой, когда он отрицал причастность к коммунистическим группам, а Малина был признан неблагонадёжным и уволен. Сам Парсонс думал искать работу в области ракетостроения за рубежом. Он обратился за советом к фон Карману, с которым состоял в переписке, и тот предложил ему для упрочнения своего положения в трудоустройстве поступить на вечернее отделение по математике в Университет Южной Калифорнии, но Парсонс в очередной раз пренебрёг посещаемостью и был отчислен. Он стал заниматься подпольным производством и продажей нитроглицерина, а также работал автомехаником, рабочим на заправочной станции и санитаром в больнице; также в течение двух лет он был преподавателем на кафедре фармакологии Университета Южной Калифорнии. Отношения между Парсонсом и Кэмероном стали напряженными, потому они оба согласились на временное разделение, и Кэмерон переехала в Мексику, чтобы присоединиться к общине художников в Сан-Мигель-де-Альенде.
Не имея возможности продолжить свою научную деятельность, из-за отсутствия жены и утраченной дружбы Парсонс решил вернуться к занятиям оккультизмом и проведению ритуалов сексуальной магии с проститутками. Он был намерен, негласно следуя ритуальной практике телемитской организации Argentum Astrum, исполнить «пересечение бездны», достигнув союза с вселенским разумом или «всем», как это понимается в телемитском мистицизме, и став «мастером храма». Достигнув успеха на этом поприще, Парсонс рассказывал о том, что имел внетелесное переживание вызванное Бабалон, которая астрально перенесла его в библейский город Хоразин, что позднее Парсонсом было названо «чёрным паломничеством». Наряду с «Клятвой бездны» у Парсонса была ещё собственная «клятва Антихриста», о чём свидетельствует Уилфред Тэлбот Смит. В этой клятве Парсонс брал на себя обязательства воплотить сущность по имени Беларион Армиллус Аль Даджал, то есть Антихриста, «который пришёл [ sic ], чтобы исполнить закон Зверя 666 [Алистер Кроули]». Рассматривая данные клятвы как завершение работы Бабалон Парсонс написал автобиографию под названием «Анализ мастера храма» и оккультный текст под названием «Книга Антихриста». В последней работе Парсонс (подписавшийся как Беларион) предсказал, что в течение десяти лет Бабалон проявит себя на Земле и поколеблет господство авраамических религий.
В течение этого периода Парсонс также написал эссе о своей индивидуалистической философии и политике, которое он описал как «либерализм и либеральные принципы» и озаглавил «Свобода — это обоюдоострый меч». В эссе Парсонс осуждал авторитаризм, цензуру, коррупцию, антисексуализм и расизм, распространение которых он видел в американском обществе.
Ни одна из этих работ не была опубликована при его жизни. Через Хайнлайна Парсонса посетил писатель Л. Спраг де Ламп, с которым он обсуждал магию и научную фантастику, и узнал, что Хаббард отправил письмо, в котором предложил вернуть Сару. Де Камп позже упомянул Парсонса как «настоящего безумного гения, какого я когда-либо встречал», и создал на его основе персонаж Кортни Джеймс для своей книги приключений «Оружие для динозавров» (1956). Парсонса также посетил Джейн Вулф, которая безуспешно пыталась убедить его вернуться во влачащий жалкое существование Орден восточных тамплиеров. У Парсонса была короткая связь с ирландкой по имени Гладис Гохан; они переехали в дом в Редондо-Бич, известном им как «Бетонный замок». Камерон вернулась в Редондо-Бич из Сан-Мигель-де-Альенде и прежде чем снова отправиться в Мексику разругалась с Парсонсом, обнаружив его неверность. В свою очередь Парсонс начал против неё судебный процесс о разводе по причине «крайней жестокости».

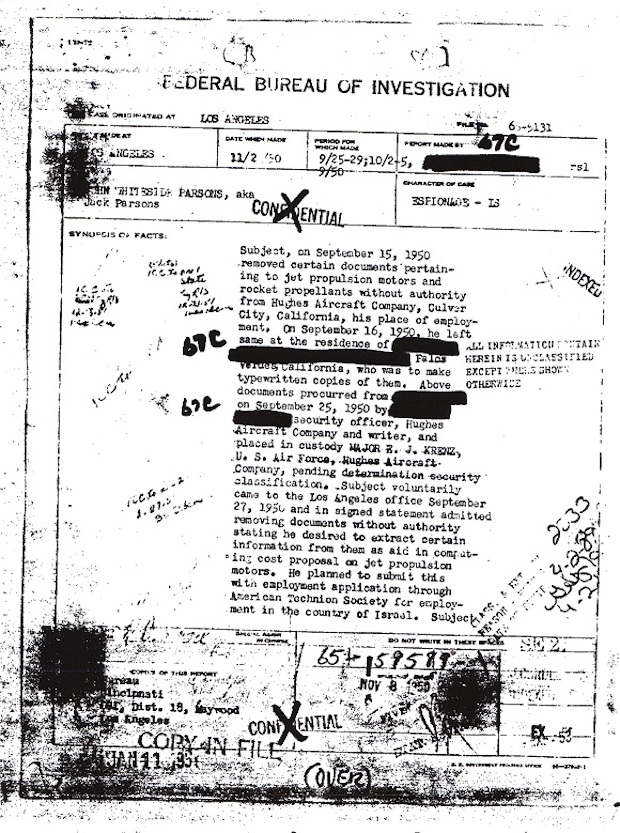
Синопсис обвинения ФБР Парсонса в шпионаже (ноябрь 1950)

На закрытом заседании федерального суда Парсонс свидетельствовал о том, что моральная философия телемы по своей сути является антифашистской и антикоммунистической, а также подчёркивал свою веру в индивидуализм. Вместе с заступничеством со стороны его учёных коллег позволило Парсонсу пройти проверку на благонадёжность у Совет по надзору за занятостью в промышленности, который пришёл к выводу о недостаточности доказательств о наличии у Парсонса сочувствия коммунистическим идеям. В итоге компанией Hughes Aircraft с ним был заключён договор на проектирование и строительство химического завода в Калвер-Сити. Фон Карман познакомил Парсонса с Гербертом Розенфельдом являвшимся президентом южно-калифорнийского отделения Американского технического общества — сионистской группы, которая активно выступала в поддержку воссозданного Государства Израиль. Розенфельд предложил Парсонсу работать над израильской ракетной программой и нанял его для составления технических отчётов по ней. В ноябре 1950 года в связи с усилением настроений связанных с «красной угрозой», Парсонс решил уехать в Израиль, чтобы приступить к новой работе. Он попросил секретаря Hughes Aircraft перепечатать папку с технической документацией, а секретарь донесла об этом в ФБР. В результате на основании некоторых отчётов Парсонса для Американского технического общества его попытались обвинить в шпионаже и попытке выкрасть секретные документы компании.
Парсонс был немедленно уволен из Hughes Aircraft; ФБР занялось расследованием и подозревало, что Парсонс шпионил в пользу израильского правительства. Сам Парсонс во время допроса отрицал все обвинения и настаивал на том, что его намерения были исключительно мирными и что он совершил ошибку, когда позволил себе вынести секретную документацию. Некоторые его коллег-учёных выступили в его защиту, но положение Парсонса ухудшилось, когда ФБР установило связь Розенфельда с советской разведкой и получило большое количество сообщений о его занятиях оккультизмом и сексуальной распущенности в «Пасторате». Но в октябре 1951 года Федеральный прокурор США пришёл к выводу о том, что, поскольку содержание отчётов не содержало сведений представляющих государственную тайну, Парсонс не виновен в шпионаже.
Тем не менее, Совет по надзору за занятостью в промышленности продолжал считать Парсонса подозрительным из-за его связи с марксистами в прошлом и расследования ФБР, и в 1952 году полностью восстановил запрет на доступ к секретным проектам, что прекратило его деятельность в области ракетной техники. Чтобы было на что жить, Парсонс основал компанию Parsons Chemical Manufacturing Company в Северном Голливуде, которая занималась производством пиротехники и взрывчатых веществ для кинопромышленности, таких как эффект тумана, имитация огнестрельного ранения. Кроме того, он устроился на работу в химическую компанию Bermite Powder Company в Саугус.
Парсонс примирился с Кэмерон, и возобновив свои отношения они переехали в бывший каретник на Авеню Ориндж-Гроув. Парсонс превратил свою бывшую прачечную на первом этаже в домашнюю лабораторию, чтобы работать над своими химическими и пиротехническими проектами, делать абсент домашнего приготовления и накапливать необходимые материалы. Они освободили комнаты на верхнем этаже и стали проводить вечеринки, в которых в основном принимали участие обитатели богемы и представители бит-поколения, как и их старые друзья вроде Формана, Малины и Корнога. Также они собирались в доме Эндрю Хейли, проживавшего на той же улице. И хотя Парсонс в свои тридцать с лишним лет для молодых был своего рода «предвоенным пережитком», бурное веселье часто продолжалось до самого утра и привлекало внимание полиции. Сам Парсонс также основал новую телемитскую группу известную как «Колдовство», чьи верования вращались вокруг упрощённой версии телемы Кроули и собственных пророчеств Парсонса о Бабалон. Он предлагал своим последователям проходить курс за десять долларов, в который была включена новая телемитская система верований под названием «Гнозис», представляющая собой соединение гностицизма и Софии, выступающей в качестве божества, и Бога христианства, выступающего в качестве демиурга. Также Парсонс сотрудничал с Кэмерон в работе над сборником стихов Songs for the Witch Woman, который она иллюстрировала, и который вышел в печати в 2014 году.

### Смерть: 1952 год
Парсонс и Кэмерон решили оба отправиться на несколько месяцев в Мексику на отдых, а Парсонс кроме того намеревался заниматься созданием фабрики взрывчатых веществ для мексиканского правительства. Оба надеялись, что это поможет с переездом в Израиль, где они могли бы создать семью и где для Парсонса уже не действовал запрет на участие в ракетостроении. Больше всего Парсонса беспокоило присутствие сотрудников ФБР, поскольку он считал, что за ним следят.
17 июня 1952 года, за день до их запланированного отъезда, Парсонс получил срочный заказ на взрывчатые вещества для фильма и приступил к работе над ними в своей домашней лаборатории. Произошедший взрыв разрушил нижнюю часть здания, а сам Парсонс получил смертельные ранения. Его правое предплечье было оторвано, ноги и левая рука были сломаны, а на правой стороне лица зияла дыра. Несмотря на такие тяжёлые увечья, Парсонс был обнаружен в сознании живущими наверху постояльцами. Он пытался разговаривать с прибывшими врачами скорой помощи, которые его спешно доставили в больницу Хантингтона, где спустя тридцать минут он был признан умершим. Когда его мать Рут узнала об этом, то покончила с собой, приняв большую дозу барбитуратов. Кэмерон узнала о смерти своего мужа на месте происшествия от журналистов, когда вернулась домой из бакалеи.
Криминолог полицейского департамента Пасадены Дон Хардинг провёл официальное расследование; он пришёл к выводу о том, что Парсонс добавлял фульминат ртути(II) в кофе, когда уронил его на пол, вызвав взрыв. Форман считал это вероятным, заявив, что у Парсонса часто были потные руки и он мог легко уронить банку. Некоторые из коллег Парсонса отвергли это объяснение, сказав, что он очень внимательно относился к безопасности. Двое коллег из компании Bermite Powder отметили, что для Парсонса являлось привычным быть «точным в мелочах» и «исключительно осторожным». Позднее инженер-химик Джордж Сантимерс утверждал, что взрыв должен был произойти из-под половиц, намекая на заговор с целью убить Парсонса. Хардинг отметил, что эта противоречивость была «нелепой», но также указал, что Парсонс «преступно небрежно» хранил химикаты и что он ранее находился под следствием в связи с незаконным хранением химических вещей в Пасторате. Кроме того, Хардинг обнаружил на месте шприц, наполненный морфием, и предположил, что Парсонс был в состоянии наркотического опьянения. Полиция не обнаружила достаточного количества доказательств для продолжения расследования и закрыла дело как случайную смерть.
В свою очередь, Вулфи и Смит предположили, что смерть Парсонса была самоубийством, заявив, что он некоторое время страдал от депрессии. Другие полагали, что взрыв был убийством, запланированным Говардом Хьюзом в ответ на подозрение Парсонса в хищении документов компании Hughes Aircraft Company. Кэмерон была убеждена, что Парсонс был убит либо полицейскими, мстившими за его роль в осуждении Эрла Кинетта, либо это было дело рук антисионистов, выступавших против возможности его работы на Израиль. Один из друзей Кэмерона, художник Ренат Друкс, позже заявил что убеждён, что Парсонс умер во время проведения обряда по созданию гомункула. Его смерть так и остаётся загадкой.

## Личная жизнь

### Личность
В детстве Парсонс был очень изнеженным; будучи взрослым он был склонен к мачизму. В его личном деле в ФБР отмечено, что он «вероятный бисексуал», а сам Парсонс как-то признался, что является «латентным гомосексуалом». Актёр Пол Матисон утверждал, что у него были гомосексуальные отношения с Парсонсом в 1950-х годах, хотя это оспаривалось теми, кто знал Парсонса и Кэмерон. Парсонс имел репутацию бабника и был известен тем, что имел сексуальные связи с сотрудницами JPL и Aerojet. Кроме того он отличался экстравагантностью, и, например, мог приветствовать гостей дома с большой ручной змеёй на шее, ездить на работу на разваленном Понтиаке или использовать одетый в смокинг манекен с ведром с надписью «Постоялец» в качестве почтового ящика.
Наряду с фехтованием и стрельбой из лука Парсонс также занимался стрельбой. Он часто охотился в пустыне на американских беляков и американских жёсткошёрстых кроликов и забавлялся стендовой стрельбой из винтовок и ружей. Делая предложение своей первой жене Хелен, Парсонс подарил ей пистолет. Парсонс любил разыгрывать своих коллег, часто при мощи взрывчатых веществ, таких как фейерверк и дымовые шашки, а также живя в Пасторате мог часами сидеть в ванной и играть в кораблики.
Наряду с сильными порывами творчества Парсонс страдал от того, что он называл «маниакальной истерией и удручающей меланхолией». Его отец Марвел, находясь на грани жизни и смерти от перенесённого сердечного приступа, в конечном итоге скончался в Госпитале святой Елизаветы от диагноза «большое депрессивное расстройство». Отсюда Пендл предположил, что Парсонс-младший унаследовал это заболевание.

### Профессиональные достижения
В некрологе Парсонса отмечается, что он был членом ряда научных организаций — Ассоциации артиллерийско-технического имущества, Американского института аэронавтики и астронавтики, Американского химического общества, Американской ассоциации содействия развитию науки и, несмотря на отсутствие учёной степени, братства Sigma Xi. Кроме того Парсонс заявлял, что отклонил большое количество предложений о членстве от других организаций.

### Религиозные взгляды
[Parsons] treated magic and rocketry as different sides of the same coin: both had been disparaged, both derided as impossible, but because of this both presented themselves as challenges to be conquered. Rocketry postulated that we should no longer see ourselves as creatures chained to the earth but as beings capable of exploring the universe.
Similarly, magic suggested there were unseen metaphysical worlds that existed and could be explored with the right knowledge. Both rocketry and magic were rebellions against the very limits of human existence; in striving for one challenge he could not help but strive for the other.
Парсонс придерживался оккультного учения телема, созданного в 1904 году английским оккультистом Алистером Кроули после продолжительных откровений, которые он имел в Каире, когда, согласно рассказам самого Кроули, ему явился дух назвавшийся Айвассом, который продиктовал ему текст, получивший название «Книга закона». До того как познакомиться с Кроули и приобщиться к телеме, интерес Парсонс к эзотеризму был развит благодаря чтению «Золотой ветви» Джеймса Джорджа Фрэзера, представляющей собой крупное исследование по сравнительной мифологии. Кроме того, вместе со своей женой Хелен Парсонс посещал лекции теософского деятеля Джидду Кришнамурти, однако ему не нравилось система веры, где упор делается на добро и истину. Во время ракетных испытаний Парсонс часто читал стихотворение Кроули «Гимн Пану», полагая, что этим заклинает удачу. В своих письмах к Кроули он обращался как последнему «Возлюбленный отец», а себя самого именовал «твой сын, Иоанн».
В июле 1945 года Парсонс выступил с речью в ложе «Агапа», в котором попытался объяснить, как понимает насущность «Книги закона» для «современной жизни». В этой речи, которая впоследствии была опубликована под названием «Выполнение вашей воли», он рассмотрел телемитское понятие «истинной воли»:
Главной особенностью человека является его творческая Воля. Эта воля является совокупностью его устремлений, его судьбы, его внутренней истины. Она едина с силой, которая заставляет птиц петь и цветы расцветать; неизбежная, как гравитация, непроявлена как испражнение, она сообщает подобно атомам, людям и солнцам.
Для человека, знающего эту Волю, нет ни «почему», ни «почему нет», может или не может; он есть!
Не такой силы, которая способна превратить яблоко в бездомного кота; нет такой силы, которая способна отвернуть человека от его Воли. Это торжество гения; то, что сохранившись в веках просвещает мир.
Эта сила пылает в каждом человеке.Оригинальный текст (англ.)The mainspring of an individual is his creative Will. This Will is the sum of his tendencies, his destiny, his inner truth. It is one with the force that makes the birds sing and flowers bloom; as inevitable as gravity, as implicit as a bowel movement, it informs alike atoms and men and suns.
To the man who knows this Will, there is no why or why not, no can or cannot; he is!
There is no known force that can turn an apple into an alley cat; there is no known force that can turn a man from his Will. This is the triumph of genius; that, surviving the centuries, enlightens the world.
This force burns in every man.
Парсонс выделил четыре препятствия, не позволяющих человеку достичь и исполнить их «истинную волю». Все они связаны со страхом: страх перед незнанием, страх по отношению к мнению других, страх причинить боль другим и страх перед неуверенностью. Он настаивал на том, что их нужно преодолеть, написав: «Воля должна разорвать его оковы. Безжалостное испытание и попрание табу, комплексов, фрустраций, антипатий, страхов и отвращений к Воле, имеет важный смысл для развития».
Несмотря на то, что Парсонс всю жизнь сохранял приверженность телеме, он устал и в конце концов распрощался с Орденом восточных тамплиеров — оккультной организацией, которая была создана в 1910 годах Кроули для пропаганды телемы — которую он рассматривал, несмотря на недовольство Кроули, как чрезмерно иерархическую и препятствующую строгой духовной и философской практике «истинной воли». По мнению Парсонса Орден восточных тамплиеров являлся «отличной школой для приверженцев, но вряд ли подходящим орденом для проявления телемы». В связи с этим биограф Парсонса Картер описывал его как «почти фундаменталистского» телемита, который поставил догму «Книги закона» выше всех других учений.

### Политические взгляды
В самом начале своей профессиональной деятельности Парсонс, наряду со своим другом Малиной, проявлял интерес к социализму и коммунизму. Под влиянием другого своего друга, Сидни Вайнбаума, в конце 1930-х годов оба присоединились к коммунистической группе. И хотя Парсонс читал марксистскую литературу, но проникся этими идеями и отказался присоединиться к Американской коммунистической партии. Малина утверждал, что причина заключалась в том, что Парсонс был «политическим романтиком», чьё отношение было скорее антиавторитарным, чем антикапиталистическим. Парсонс позднее выступал как с критикой марксизма-ленинизма, так и И. В. Сталина, отмечая с сарказмом: 
Диктатура пролетариата носит временный характер: государство, в конце концов, отмирает, подобно охотнику за снарком, оставляя нас вольными пташками. Между тем может быть необходимо убить, пытать и посадить в тюрьму несколько миллионов человек, но чья это вина, если они мешают прогрессу? Оригинальный текст (англ.)The dictatorship of the proletariat is merely temporary — the state will eventually wither away like a snark hunter, leaving us all free as birds. Meanwhile it may be necessary to kill, torture and imprison a few million people, but whose fault is it if they get in the way of progress?

В начале 1950 годов в эпоху маккартизма и второй «красной угрозы» Парсонс был подвергнут допросу относительно его прежних связей с коммунистическим движением, в то время как он всё решительно отрицал называя себя индивидуалистом и в равной степени антикоммунистом и антифашистом. Своё личное отношение к происходящему охоте на красных в среде учёных он выразил следующими резкими словами: 
Наука, которая во времена Г. Д. Уэллса стремилась спасти мир, поставлена в жёсткие рамки, скована по рукам и ногам и обделалась от страха, её всеобъемлющий язык сократился до одного слова: безопасностьОригинальный текст (англ.)Science, that was going to save the world in H. G. Wells' time is regimented, straight-jacked, [and] scared shitless, its universal language diminished to one word: security
В целом политические взгляды Парсонса представляли собой сплав телемитского этического правила «Делай, что пожелаешь» и либертарианских взглядов некоторых отцов-основателей США, что было изложено им в статье «Свобода это одинокая звезда», где Парсонс отмечал, что эти ценности были «разбазарены Америкой, и по этой причине сердце Америки утеряно и душа Америки умерла». Он продолжал критиковать многие стороны современного американского общества, особенно полицейских, заявив, что «полицейский ум обычно имеет склонность к садизму и убийству» и высказал мнение, что они «подвергли беспощадному показному наказанию козлов отпущения», таких как афроамериканцы, проститутки, алкоголики, бездомные и общественно-политические радикалы в стране, которая притворно поддерживала «свободу и справедливость для всех».
Парсонс был убеждён, что либерализация сексуальной морали является залогом более свободного общества в будущем, полагая, что выход отчётов Кинси и развитие психонавтики оказали столь же значительное влияние на западное общество, как возникновение ядерной физики и создание атомной бомбы.